# Kultur und Sehenswürdigkeiten in Augsburg

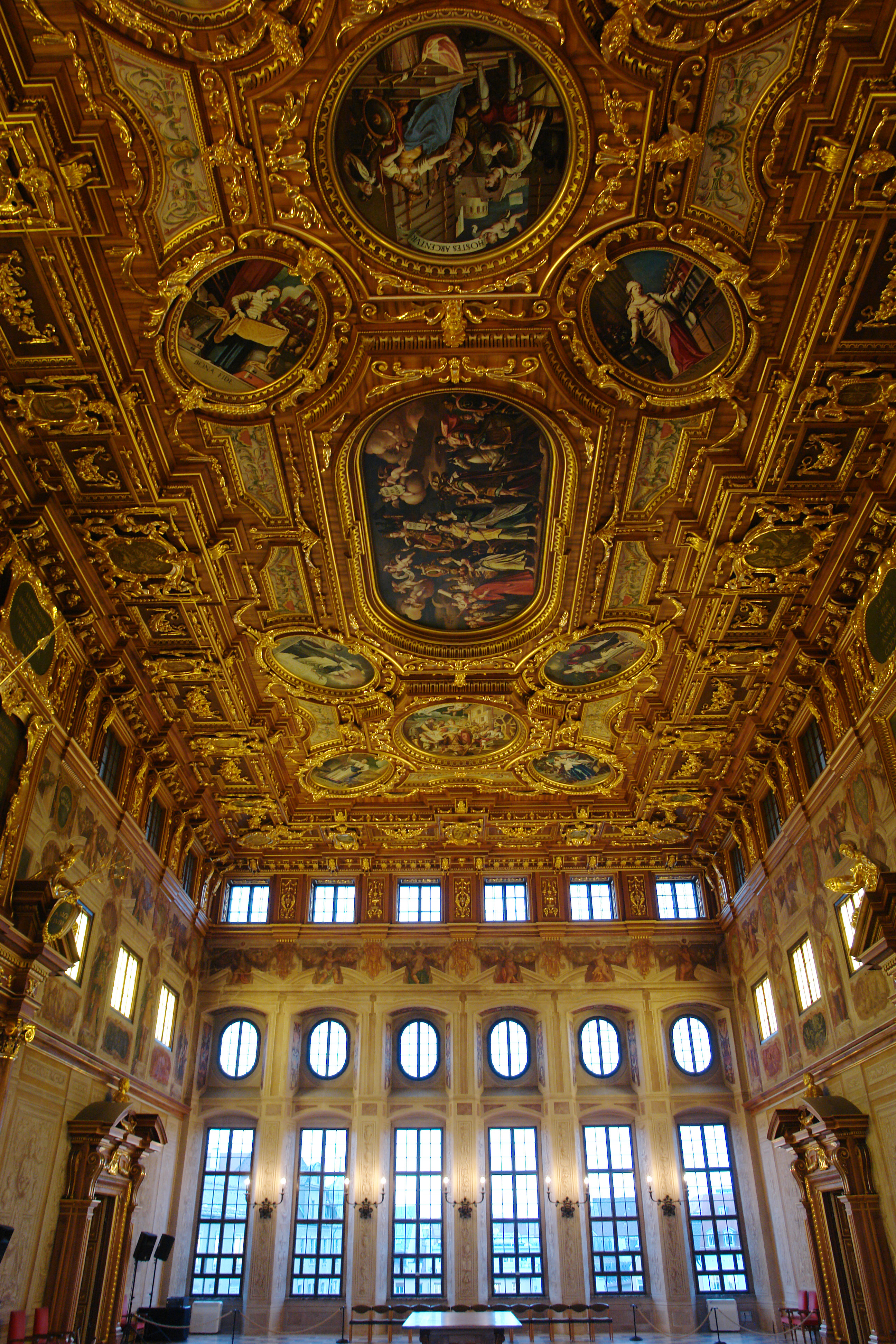
Goldener Saal im Augsburger Rathaus

## Bedeutende Künstler und Gestalter

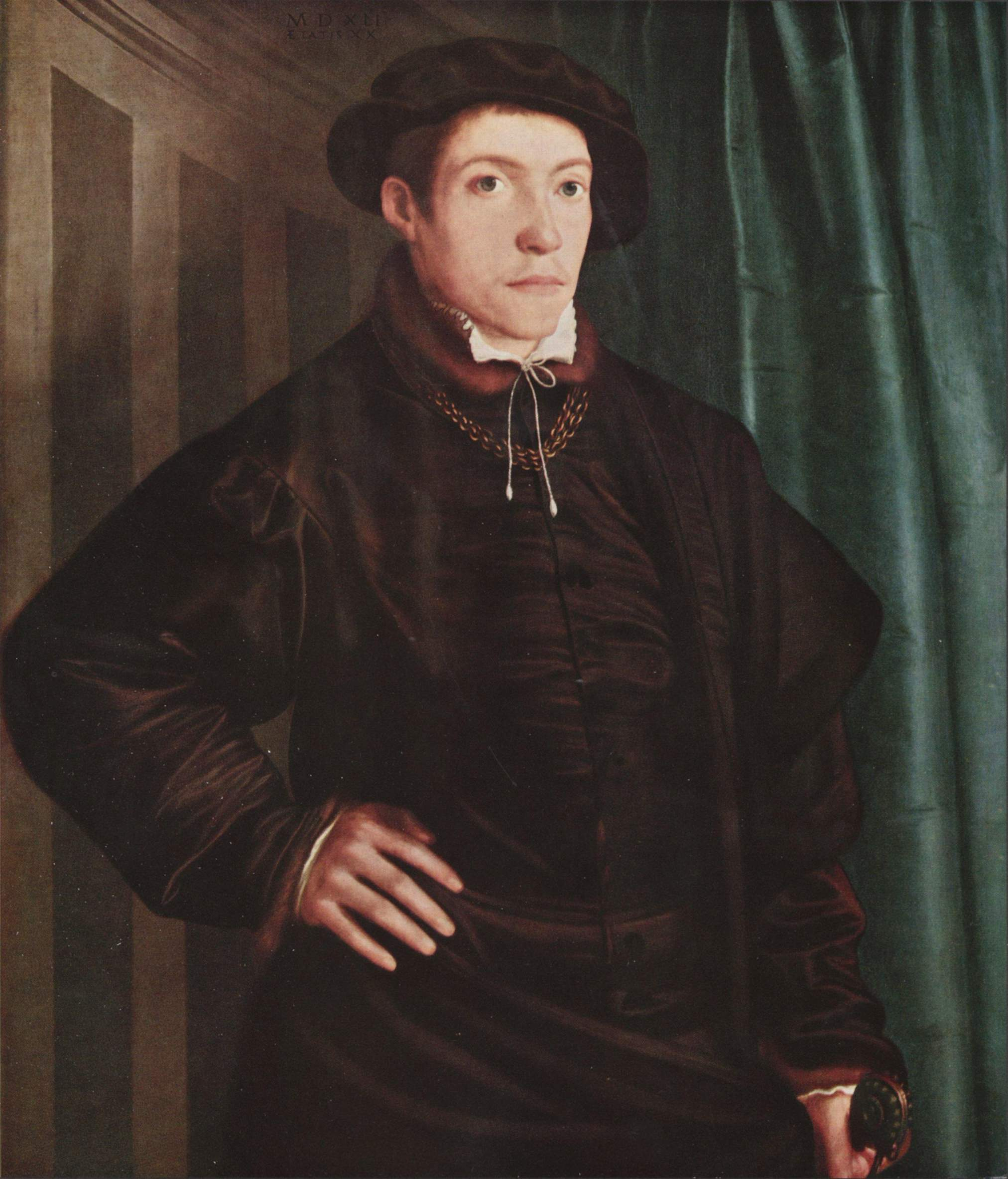
Porträt des Christoph Fugger (Christoph Amberger, 1541)

### Maler und Bildhauer
- Hans Holbein der Ältere
- Thoman Burgkmair
- Hans Burgkmair der Ältere
- Ulrich Apt der Ältere
- Jörg Breu der Ältere
- Jörg Breu der Jüngere
- Christoph Amberger
- Georg Petel
- Johann Heinrich Schönfeld
- Wolfgang Lettl
- Karl Lorenz Kunz
- Ignaz Ingerl
- Theo Bechteler
- Christoph Bechteler

### Dichter und Schriftsteller
- David von Augsburg
- Konrad Peutinger
- Bertolt Brecht
- Martha Schad

### Musiker
- Gregor Aichinger
- Franz Gregor Bühler
- Werner Egk
- Hans Kugelmann
- Leopold Mozart
- Piero Pompeo Sales
- Hans Michel Schletterer
- Erna Woll
- Nannette Streicher
- Johann Andreas Stein, bedeutendster Musikinstrumentenmacher
- Roy Black

### Architekten
- Elias Holl
- Karl Albert Gollwitzer
- Sebastian Buchegger
- Hans Georg Mozart

## Museen
Siehe Liste der Museen in Augsburg

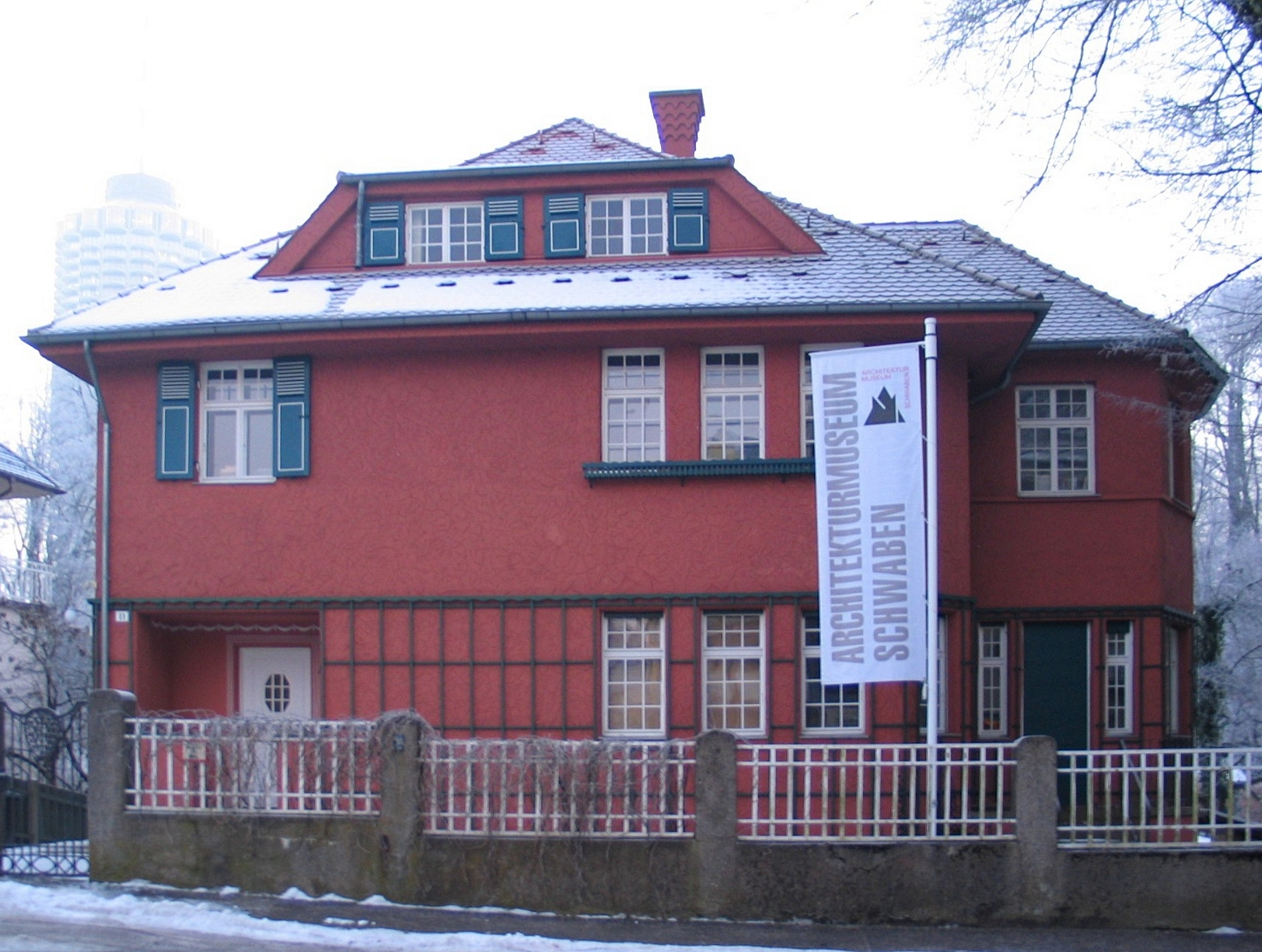
Architekturmuseum Schwaben
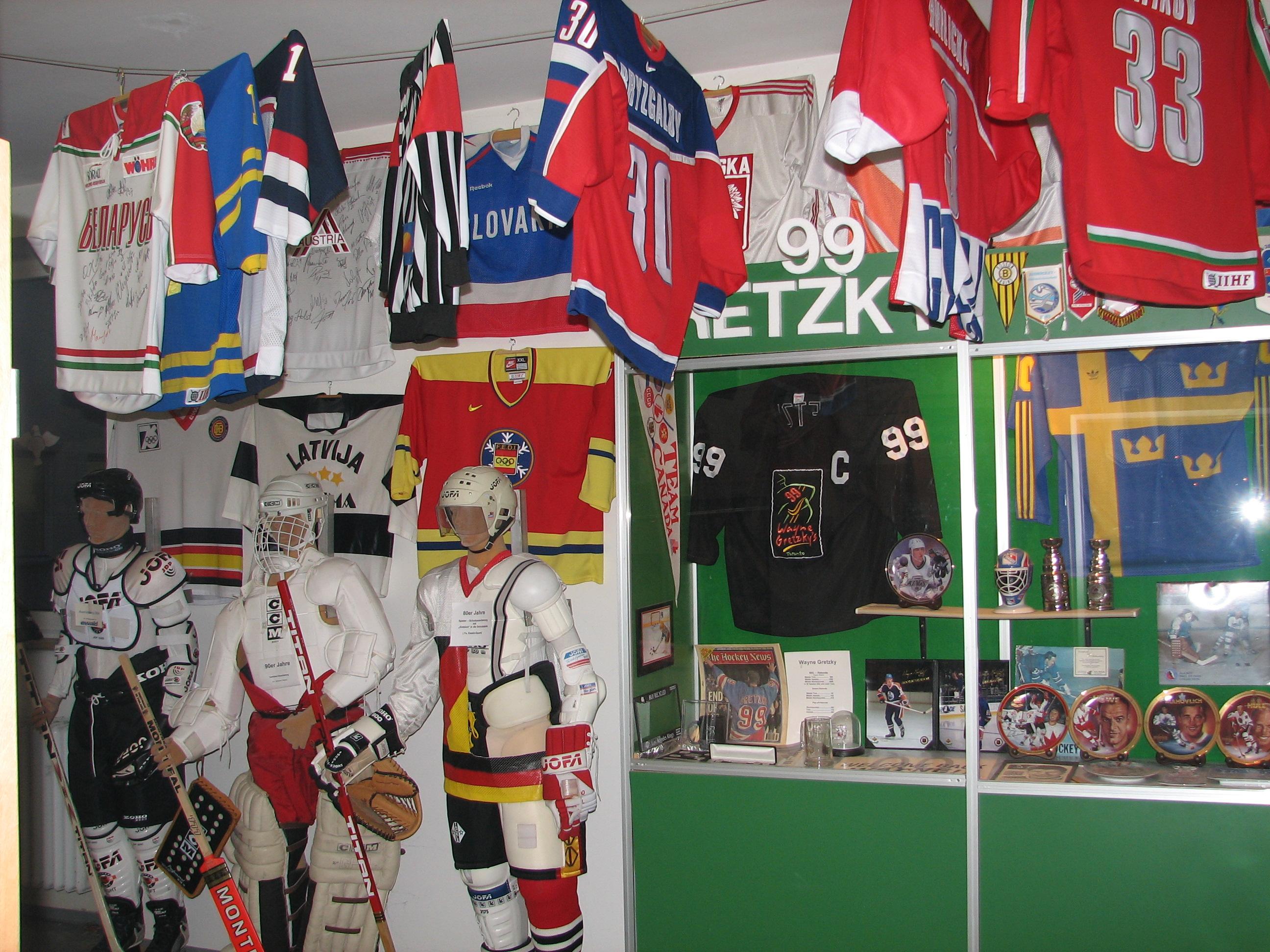
Eishockeymuseum
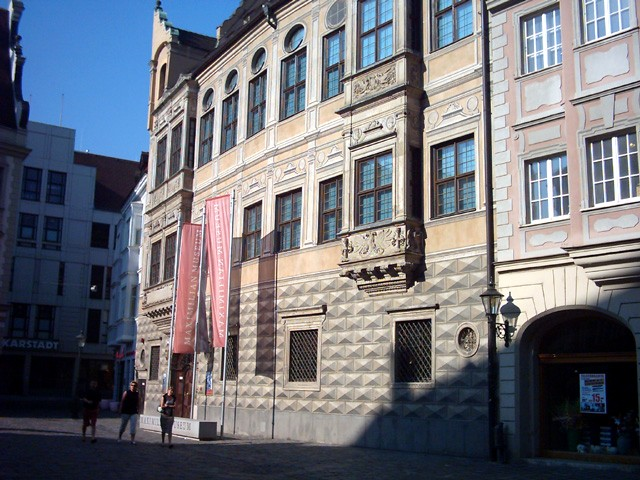
Maximilianmuseum
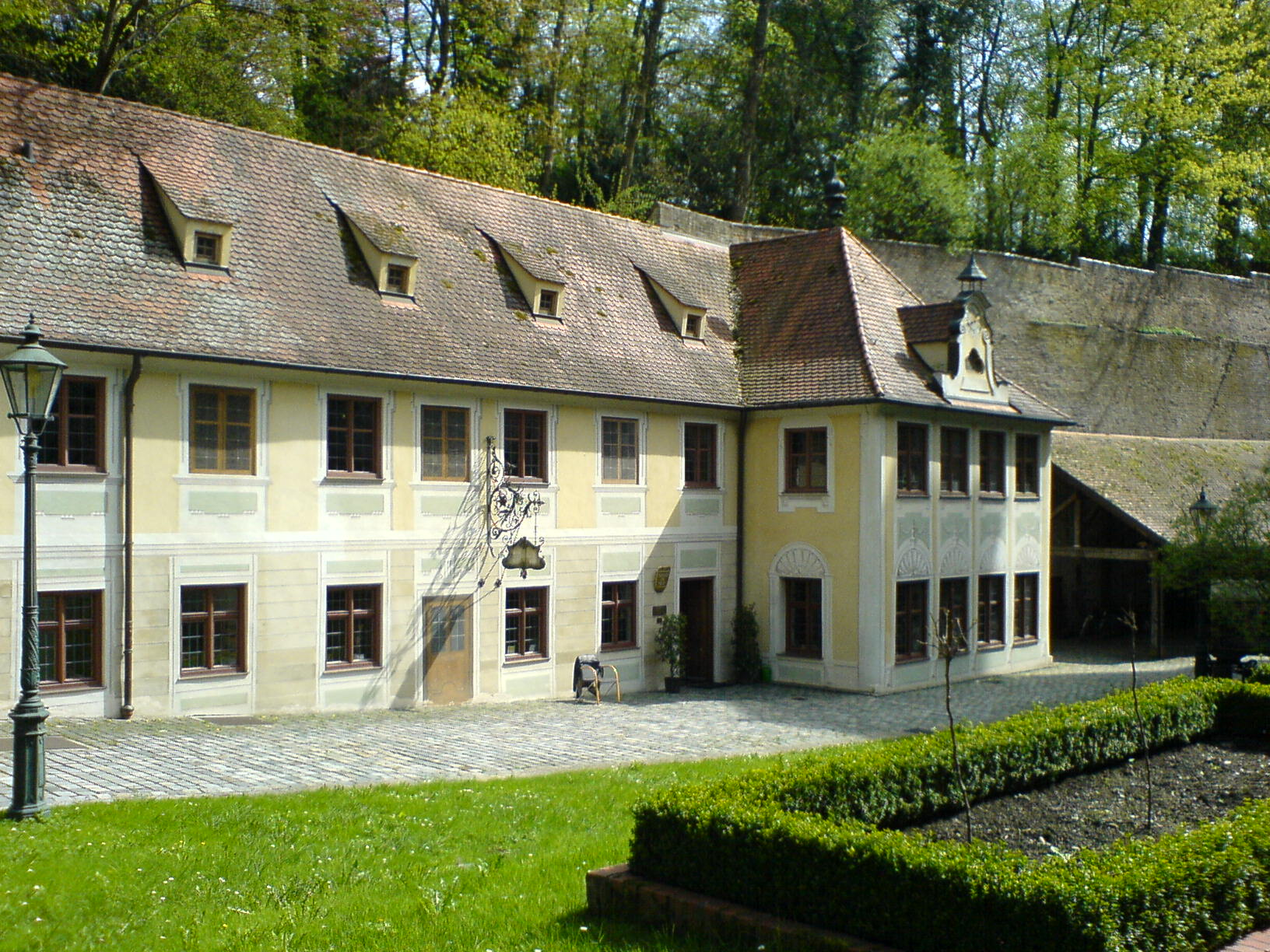
Schwäbisches Handwerkermuseum

## Theater
Siehe Liste der Theater in Augsburg

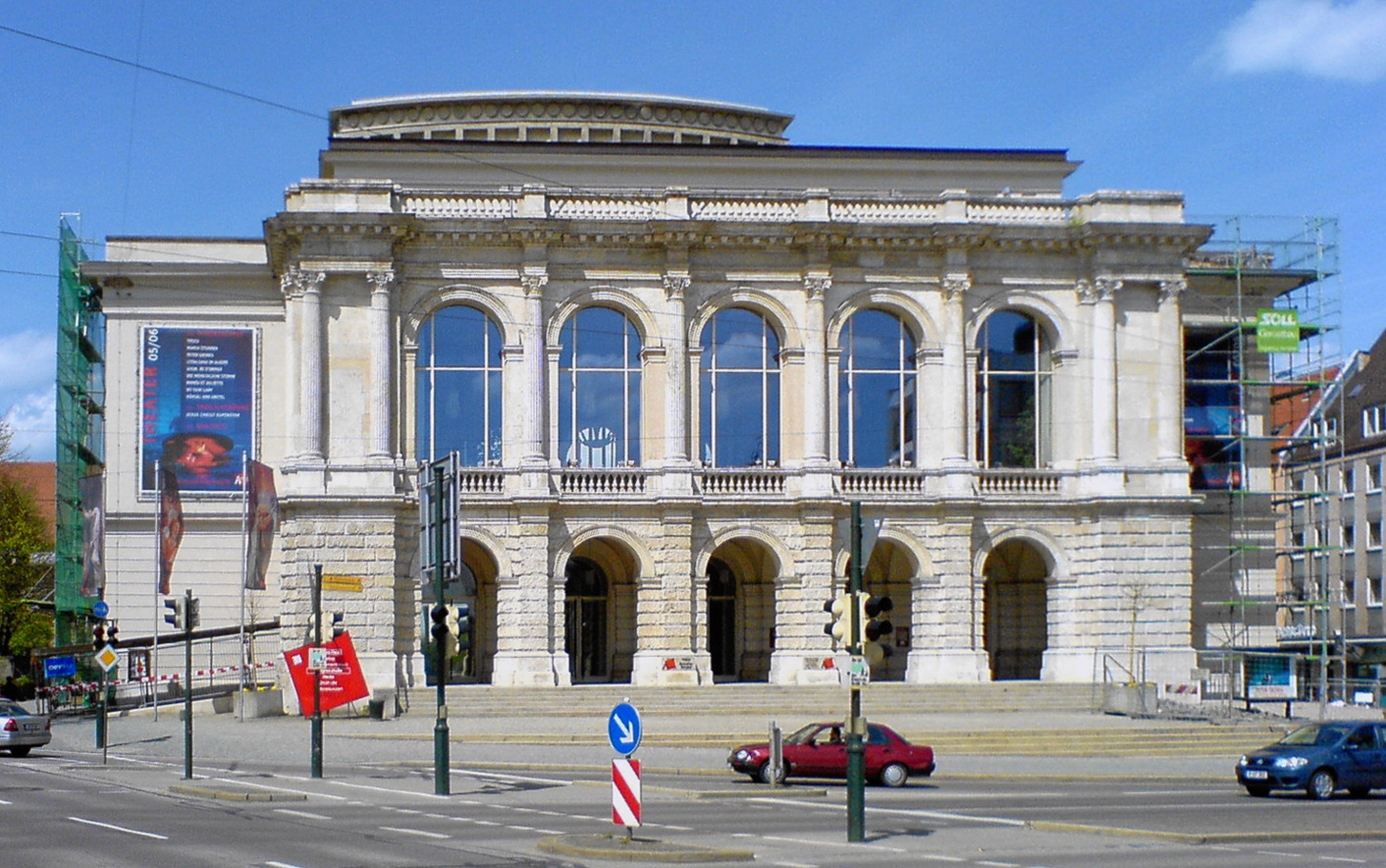
Stadttheater
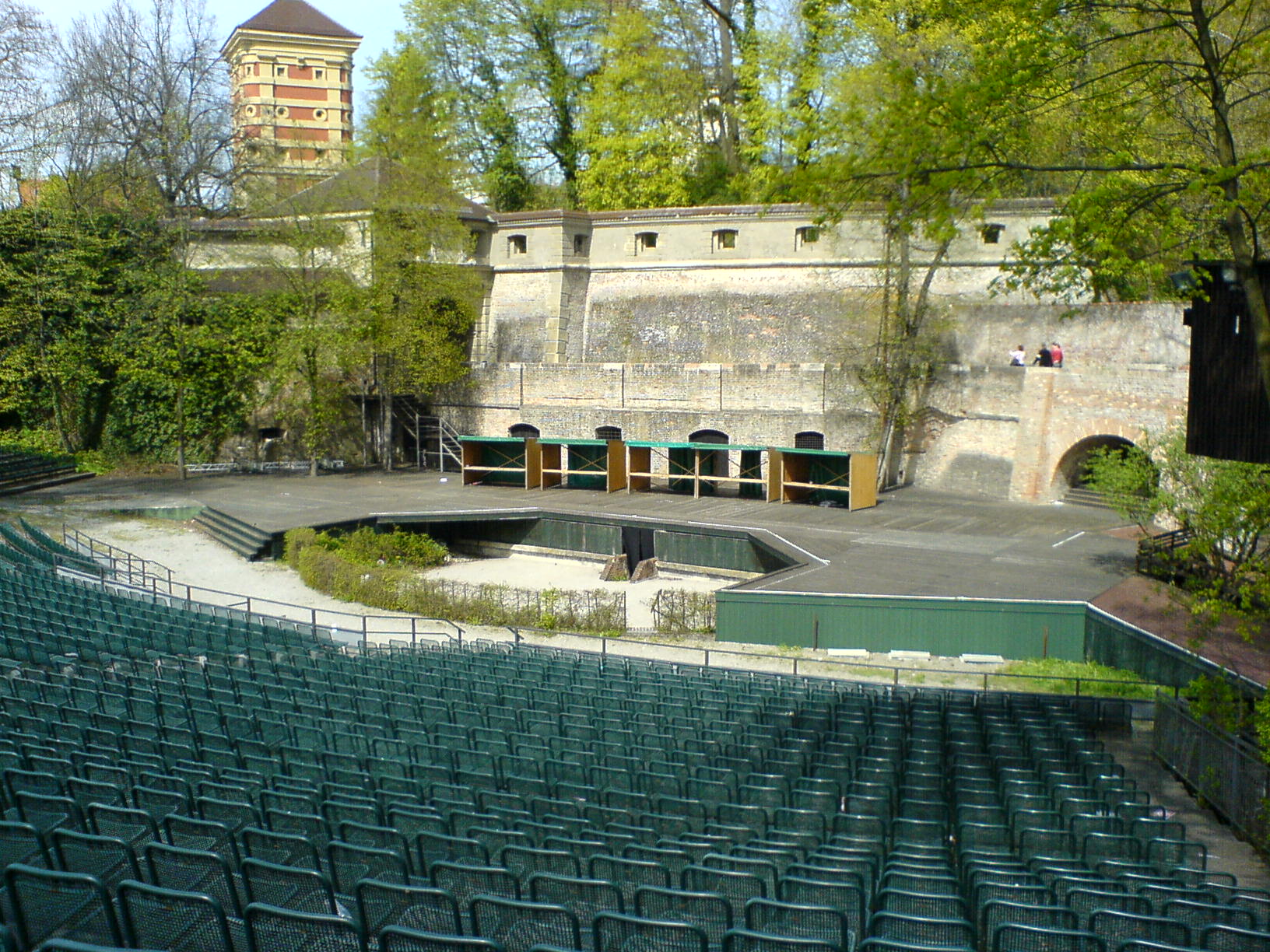
Freilichtbühne am Roten Tor
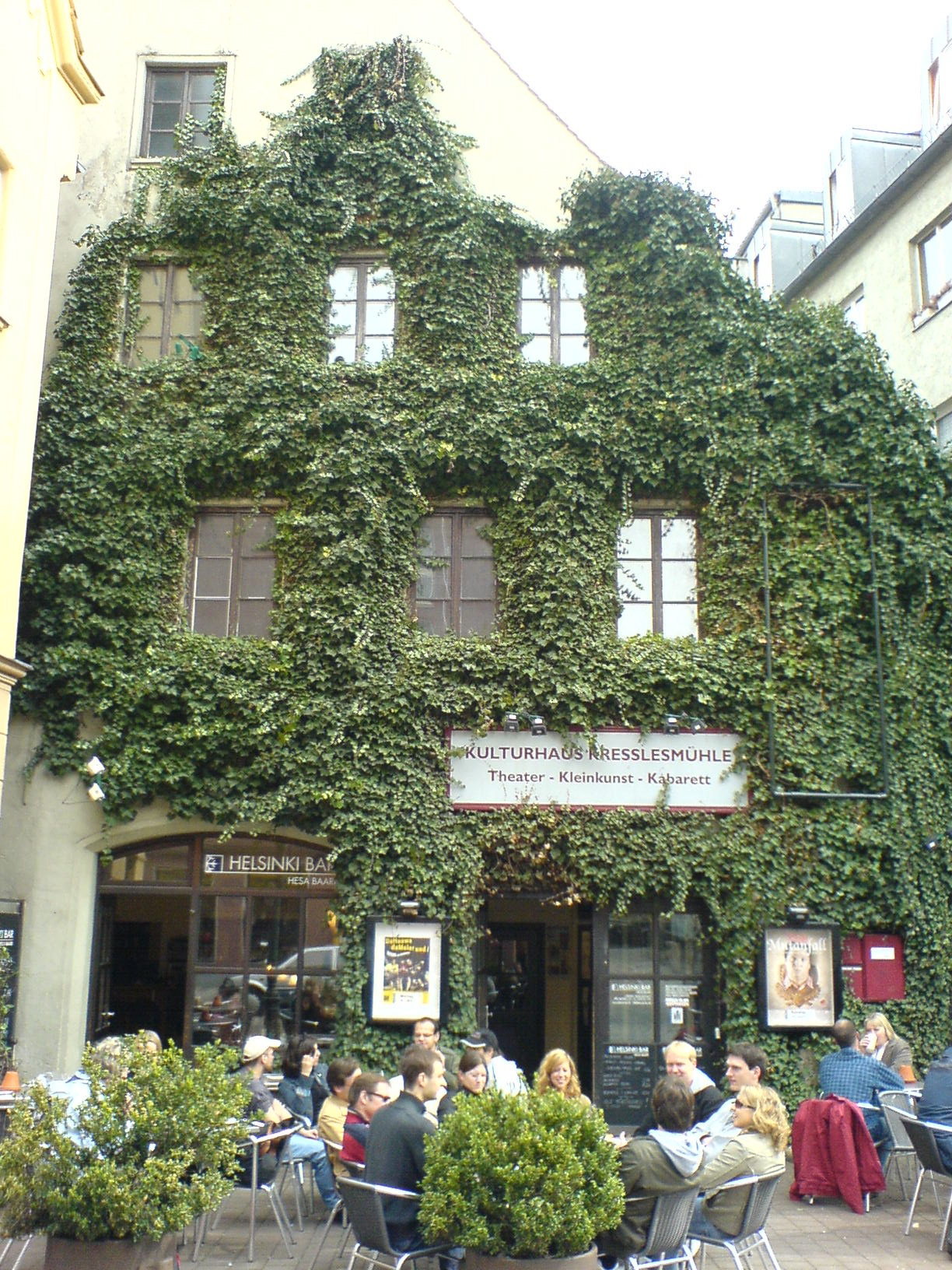
Kulturhaus Kresslesmühle
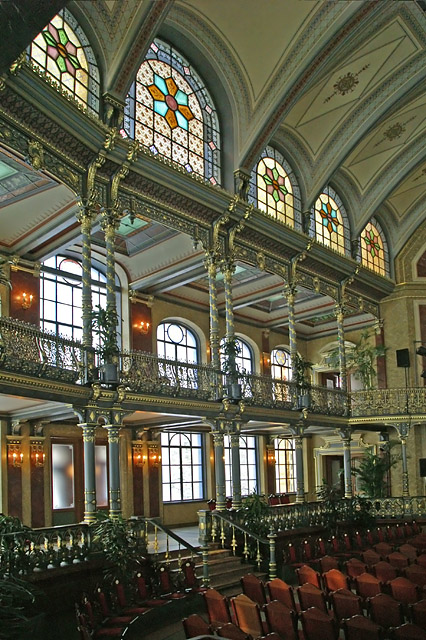
Parktheater im Kurhaus Göggingen

## Bedeutende Bauwerke und sehenswerte Orte

### Stadtviertel und Ensembles
- Die historische Altstadt mit dem Lechviertel
- Die prachtvolle Maximilianstraße
- Der malerische Handwerkerhof hinter dem Heilig-Geist-Spital
- Die Rote-Torwall-Anlagen mit dem versteckten Kräutergarten und der Freilichtbühne
- Das Beethovenviertel mit seinen großbürgerlichen Wohnhäusern aus der Zeit des Jugendstils
- Das Thelottviertel, die denkmalgeschützte Gartenvorstadt zwischen Hauptbahnhof und Wertach
- Das industriegeschichtlich einmalige Textilviertel
- Der täglich geöffnete Stadtmarkt mit seiner Fleischhalle, Vitualienhalle und dem Bauernmarkt

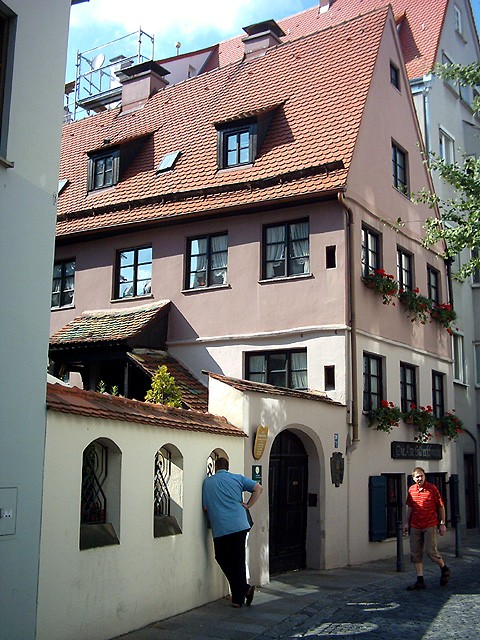
Im Lechviertel
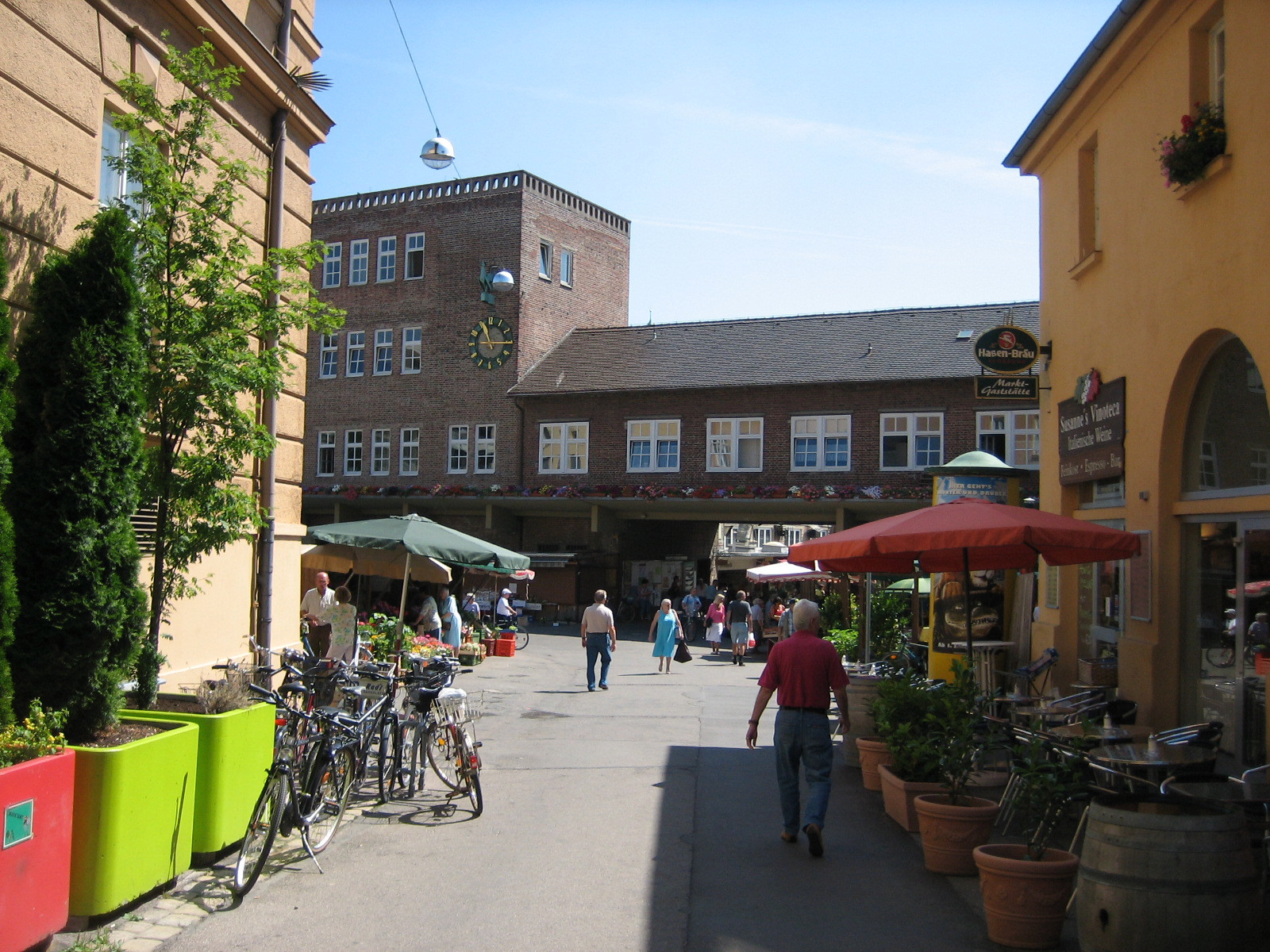
Stadtmarkt
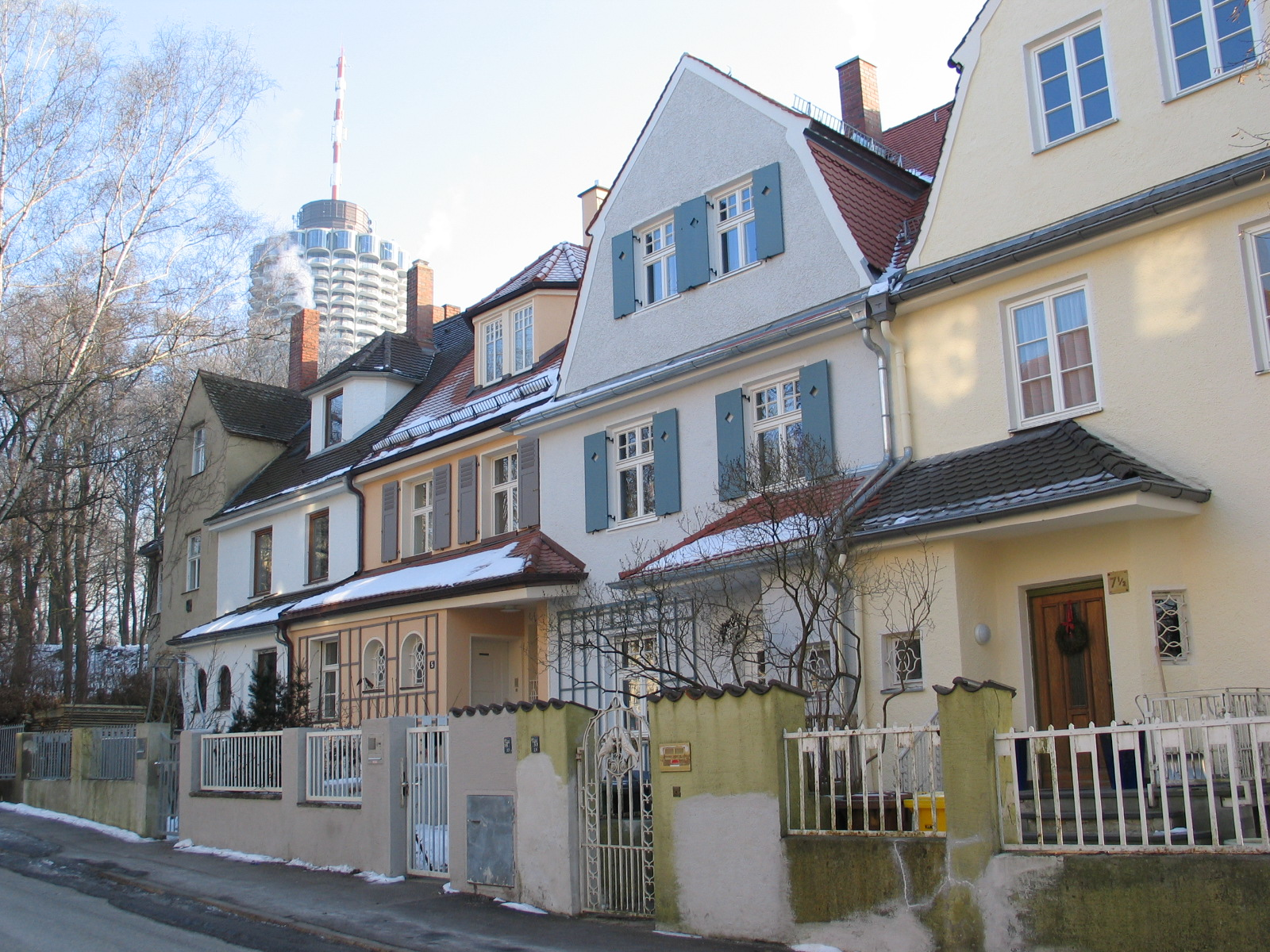
Thelottviertel

### Weltliche Baudenkmäler
- Weberhaus (14. Jhd./1913)
- Fuggerhäuser mit Damenhof (1515)
- Fuggerei (1525)
- Köpfhaus (1578/1739)
- Ehem. Gießhaus, jetzt A. B. von Stettensches Institut (1602)
- Zeughaus (1607)
- Stadtmetzg (1609)
- Ehem. Reichsstädtisches Kaufhaus (1611/1700)
- Ehem. Gymnasium bei St. Anna mit Erinnerungsort für die historische Augsburger Stadtbibliothek im Annahof (1613)
- Neuer Bau am Rathausplatz (1614)
- Augsburger Rathaus mit Goldenem Saal (1620)
- Heilig-Geist-Spital mit Augsburger Puppenkiste (1631)
- Ehem. Fürstbischöfliche Residenz (1752)
- Gignoux-Haus (1765) mit "Komödie" (wegen Baufälligkeit seit Jahren geschlossen)
- Kleiner Goldener Saal im ehem. Jesuitenkolleg St. Salvator (1765)
- Schaezlerpalais (1767)
- Roeck-Haus (1770)
- Martini-Palais (1784/1897)
- Bothmersches Palais (1800)
- Stadttheater (1877/1956)
- Kurhaus mit ehem. Hessingscher Ökonomie- und Kuranstalt im Stadtteil Göggingen (1886 bzw. 1869)
- Altes Stadtbad (1903)
- Bismarckturm (1905)
- Rosenaustadion (1951)
- Sporthalle Augsburg (1965)
- Hotelturm mit Kongresshalle im Wittelsbacher Park (1972)

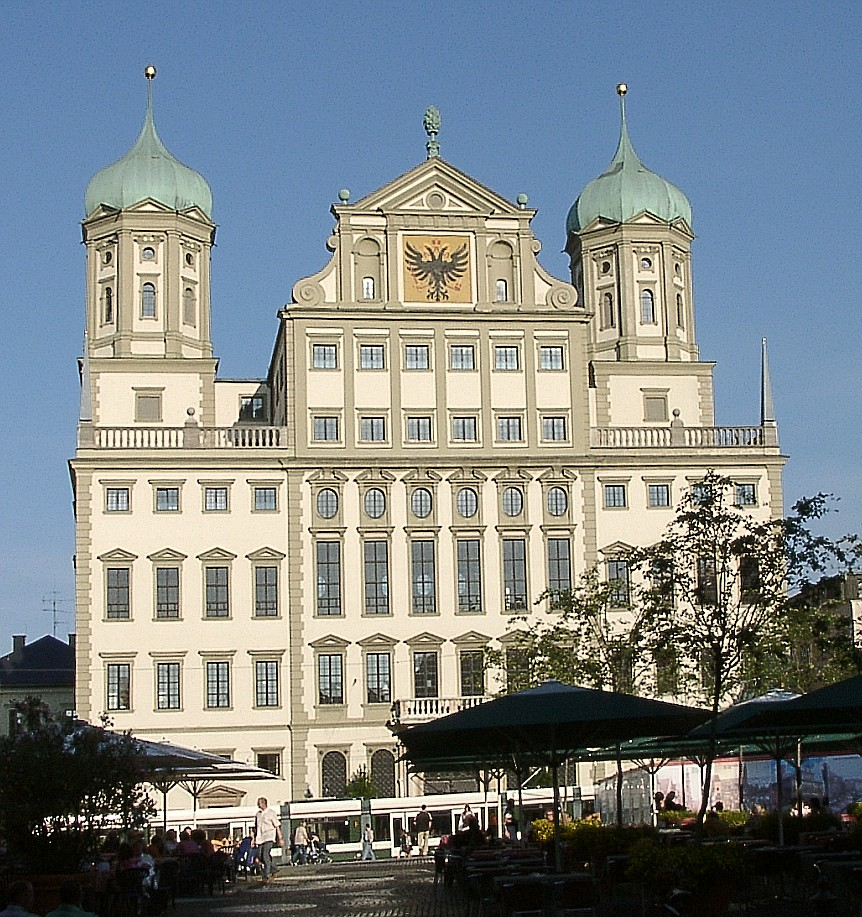
Augsburger Rathaus
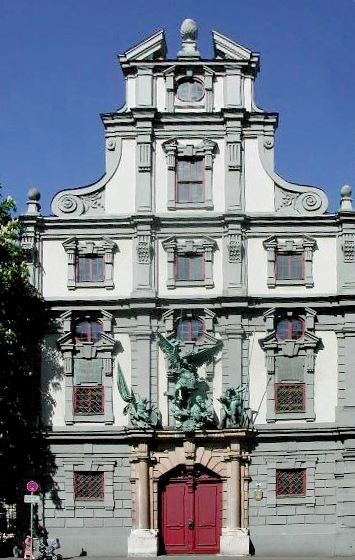
Zeughaus
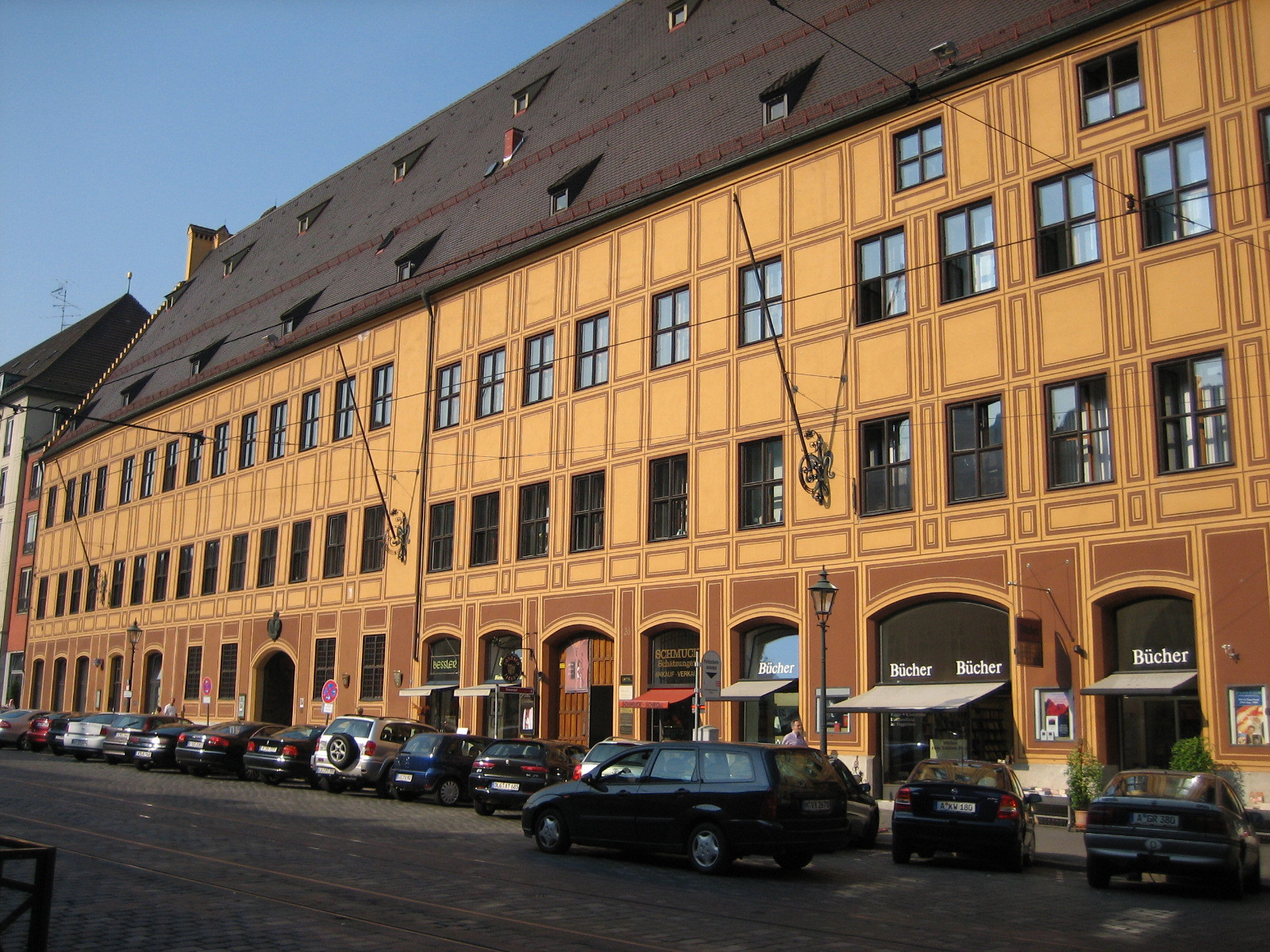
Fuggerhäuser
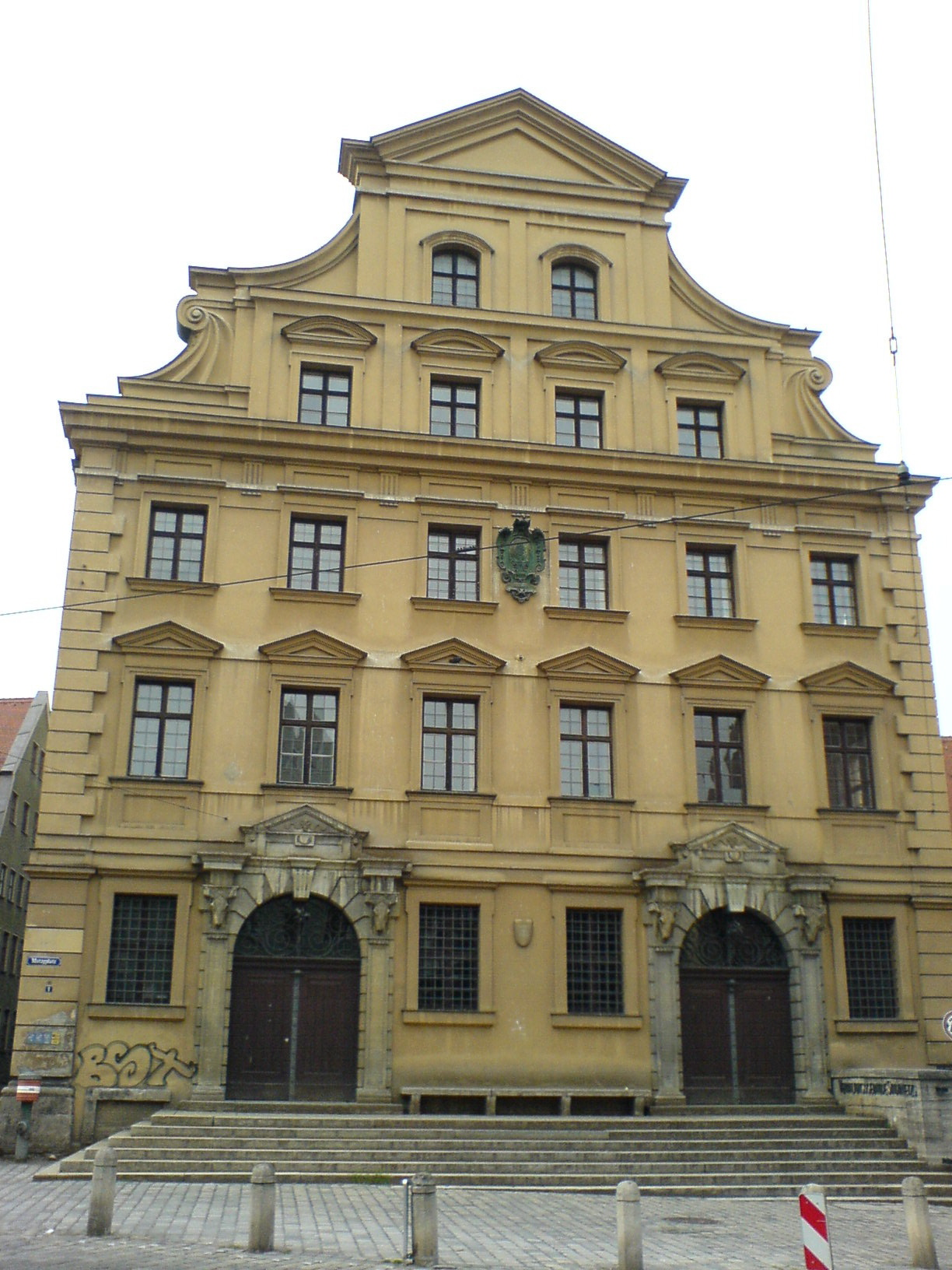
Stadtmetzg
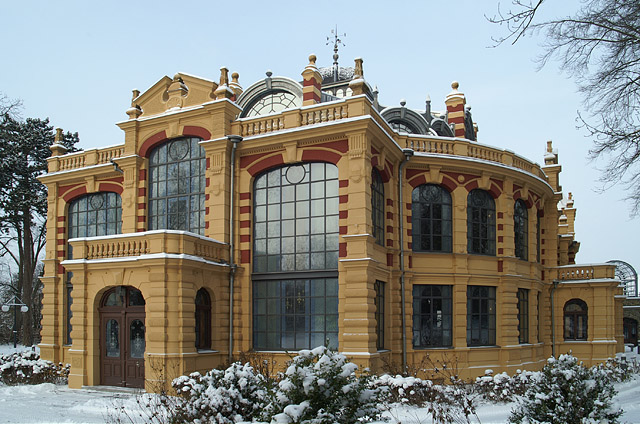
Kurhaus
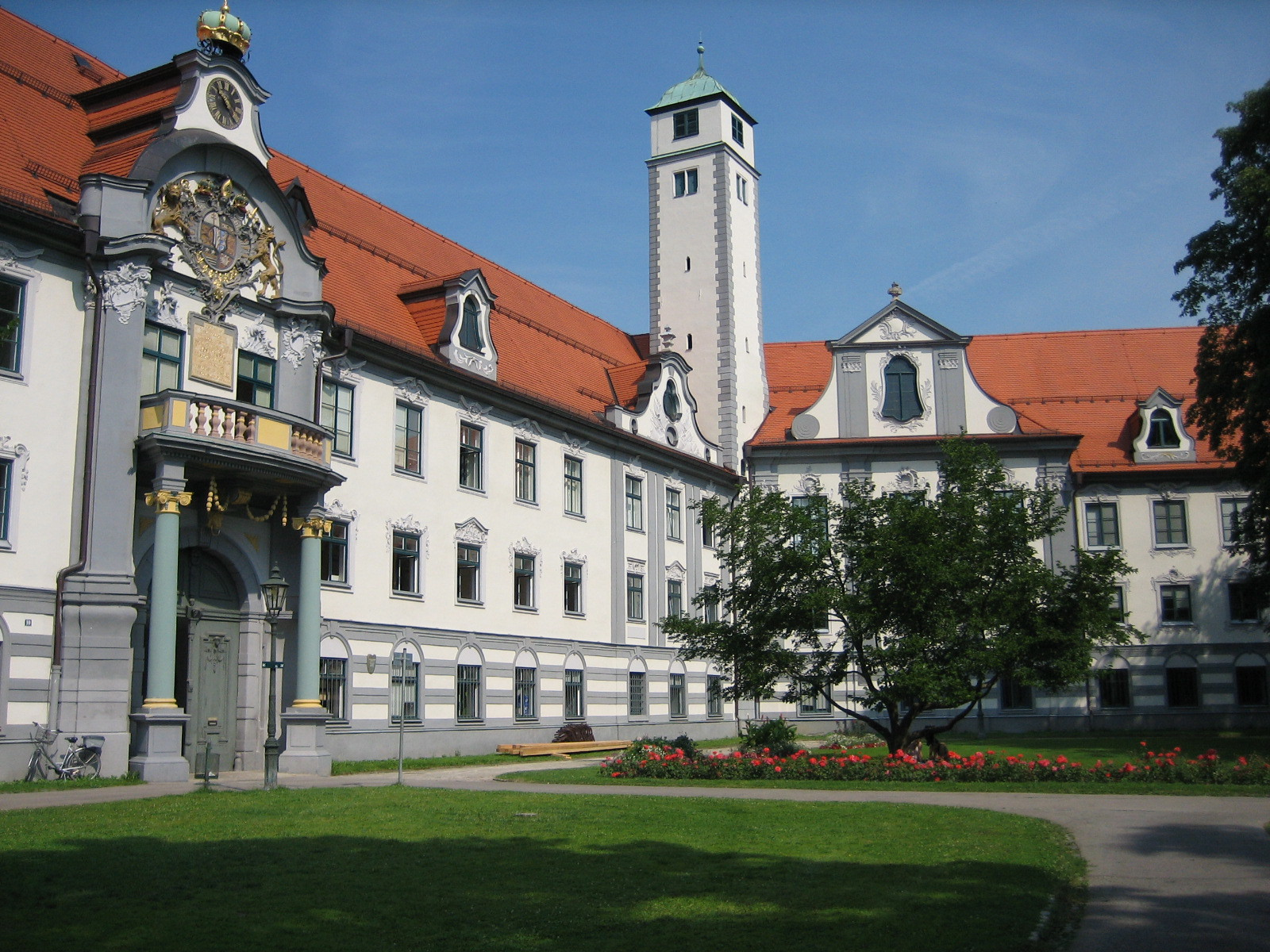
Ehem. Fürstbischöfliche Residenz
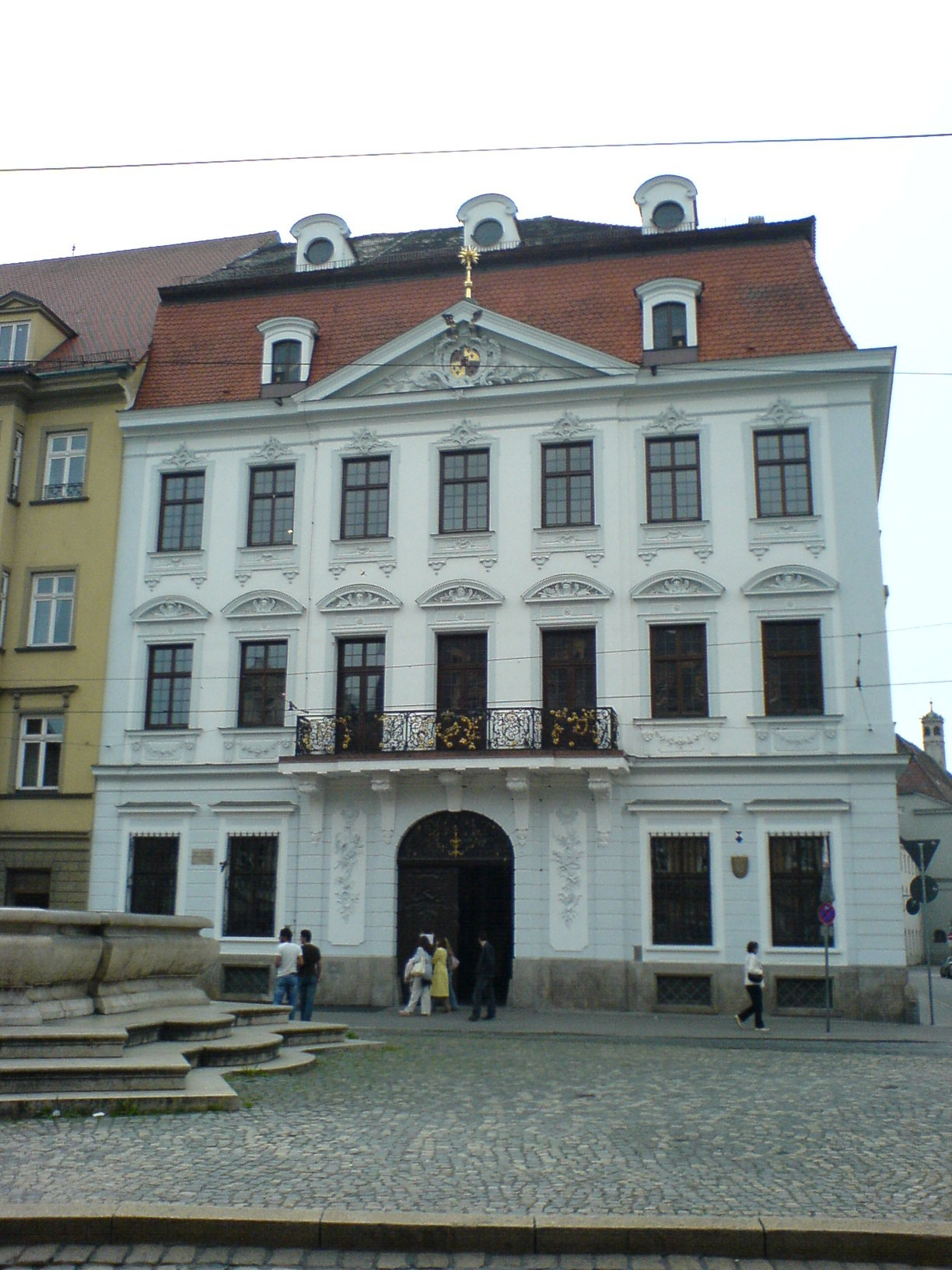
Schaezlerpalais
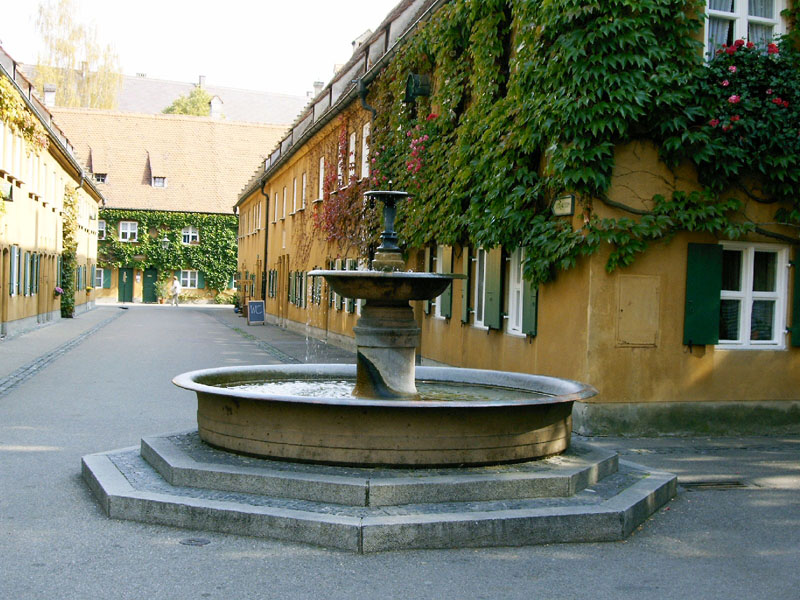
Fuggerei

### Alte Augsburger Brunnen
- Neptunbrunnen (1530) auf dem Jakobsplatz
- Georgsbrunnen (1565) vor der Stadtmetzg
- Augustusbrunnen (1594) vor dem Rathaus
- Merkurbrunnen (1599) am Weberhaus
- Herkulesbrunnen (1602) vor dem Schaezlerpalais

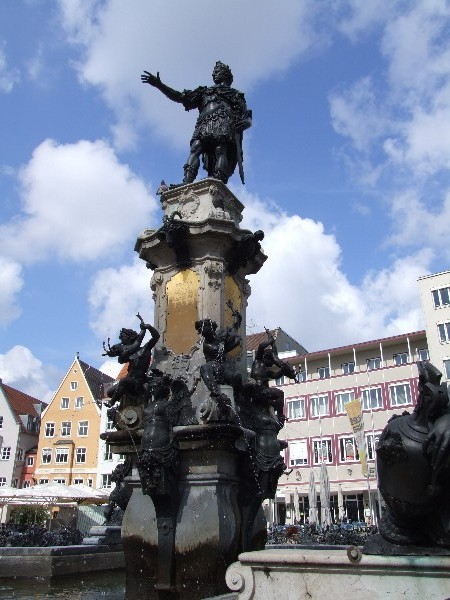
Augustusbrunnen
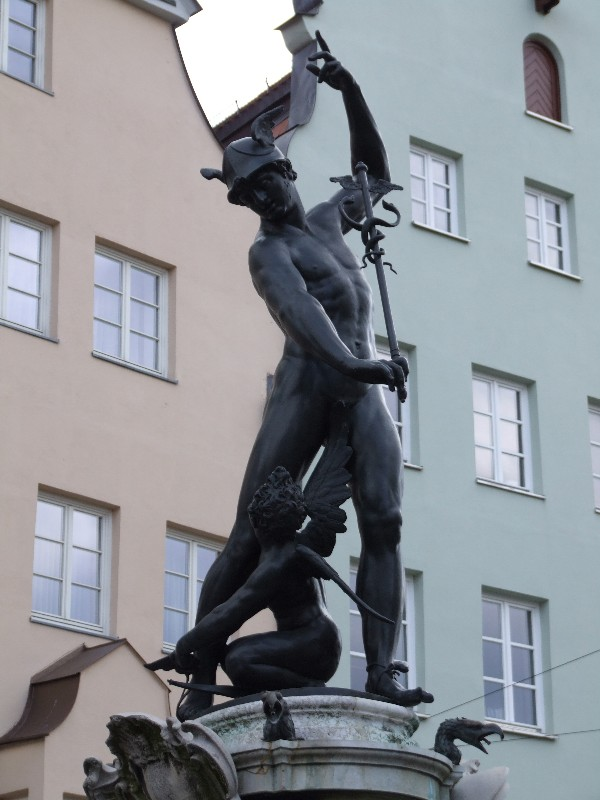
Merkurbrunnen
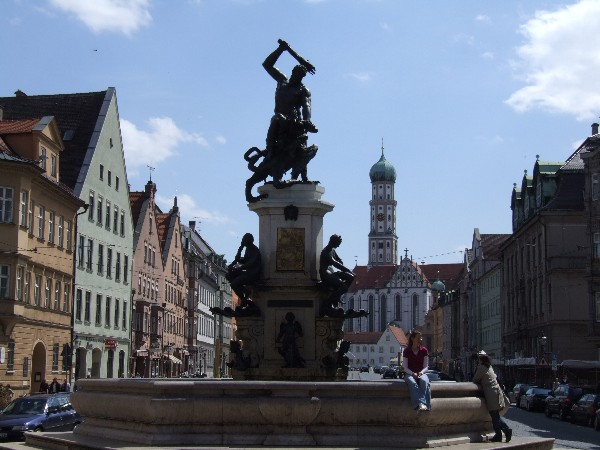
Herkulesbrunnen
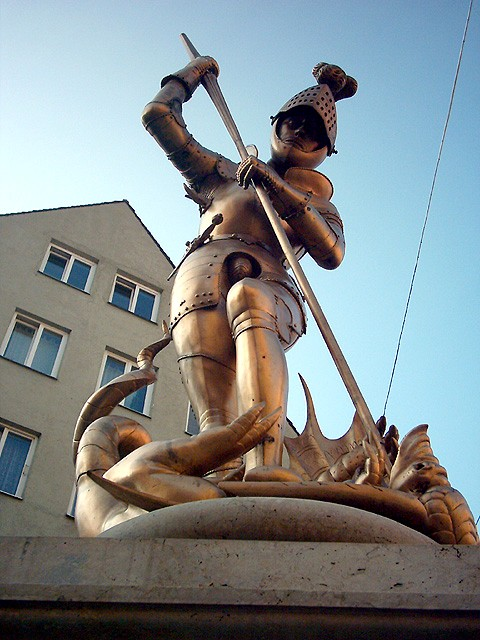
Georgsbrunnen

### Befestigungsanlagen

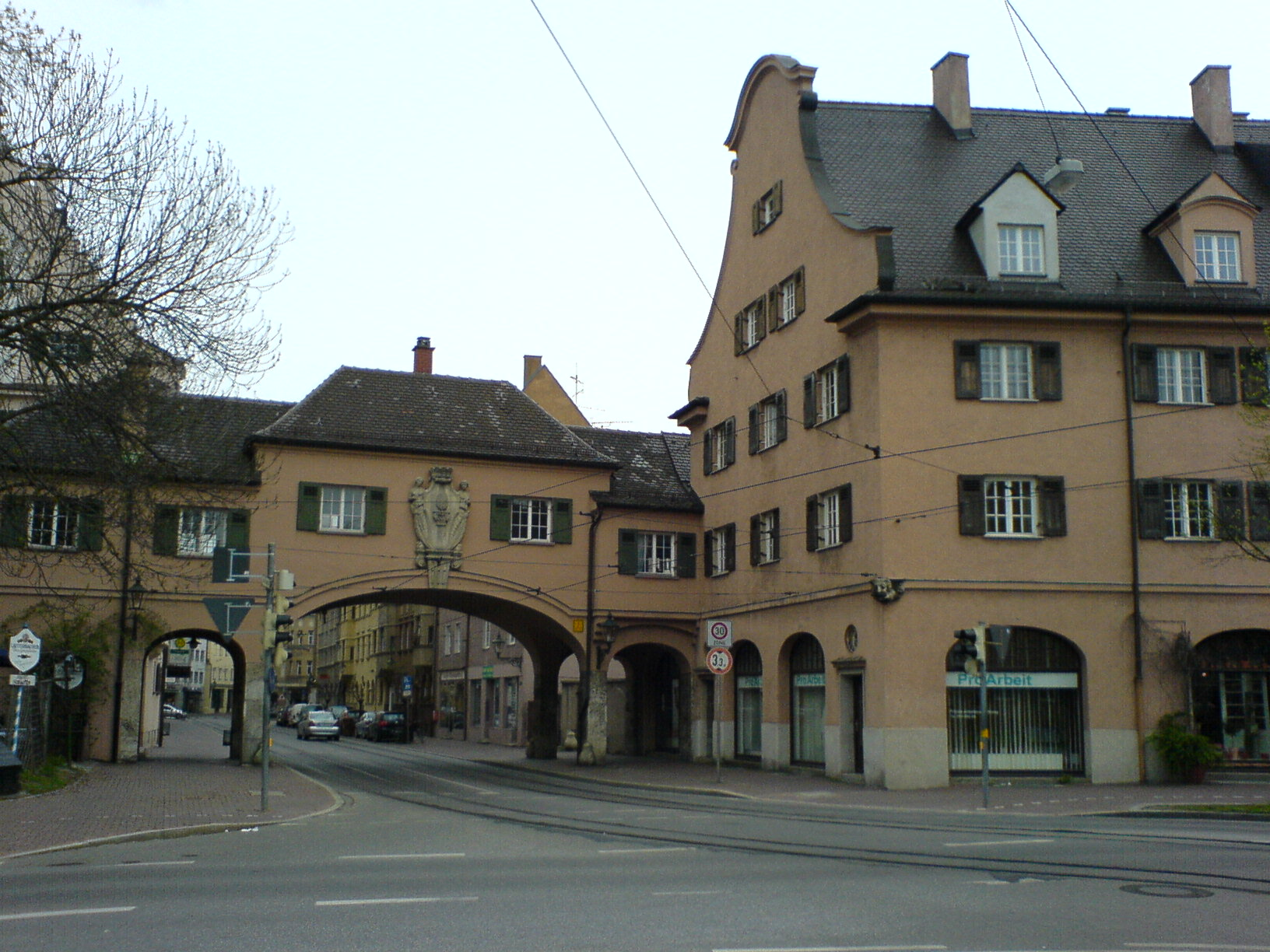
Blick auf das Fischertor von außerhalb der Stadtmauer

Im Uhrzeigersinn an der Augsburger Altstadt entlang, angefangen mit dem Fischertor im Norden:
- Fischertor (1609)
- Nördliche Stadtmauer an der Thommstraße (14. Jahrhundert)
- Lueginsland-Bastion (1704) mit Biergarten
- Schwedenstiege am Stephingerberg (15. Jahrhundert) Augsburger Kahnfahrt
- Oblatterwall (1540) mit Kahnfahrt

Augsburger Kahnfahrt

- Fünfgratturm („Fünf-Fingerles-Turm“) am Oblatterwall (1454)
- Jakobertor (15. Jahrhundert) und Jakoberwall (um 1540)
- Vogeltor (1445)
- Rotes Tor (1622) mit Vortor, Wallbastei und Wassertürmen
- Heilig Kreuzer Tor (11. Jahrhundert)
- Burggrafenturm (Augsburg) (1507)
- Wertachbrucker Tor (1605)

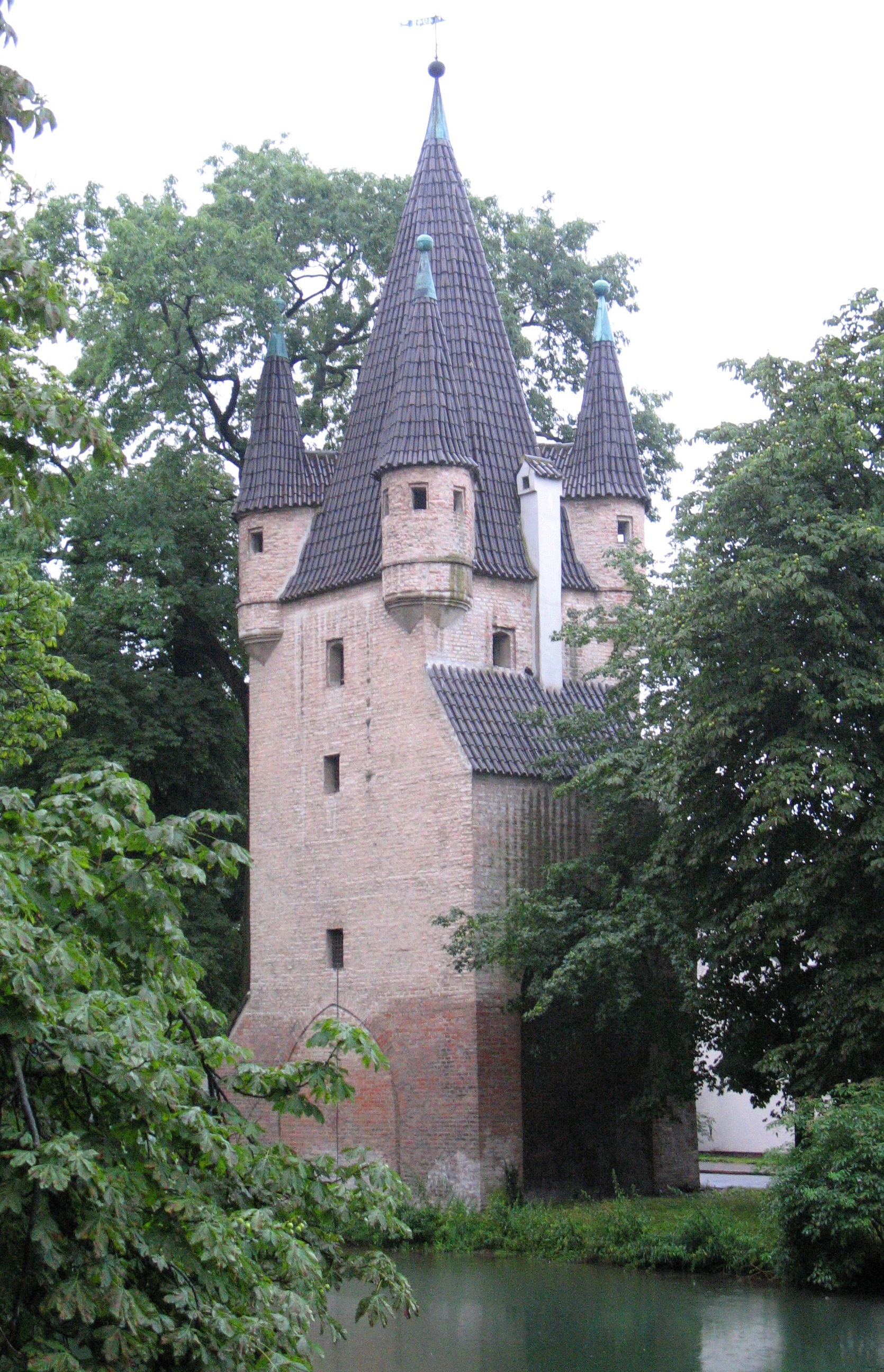
Fünfgratturm
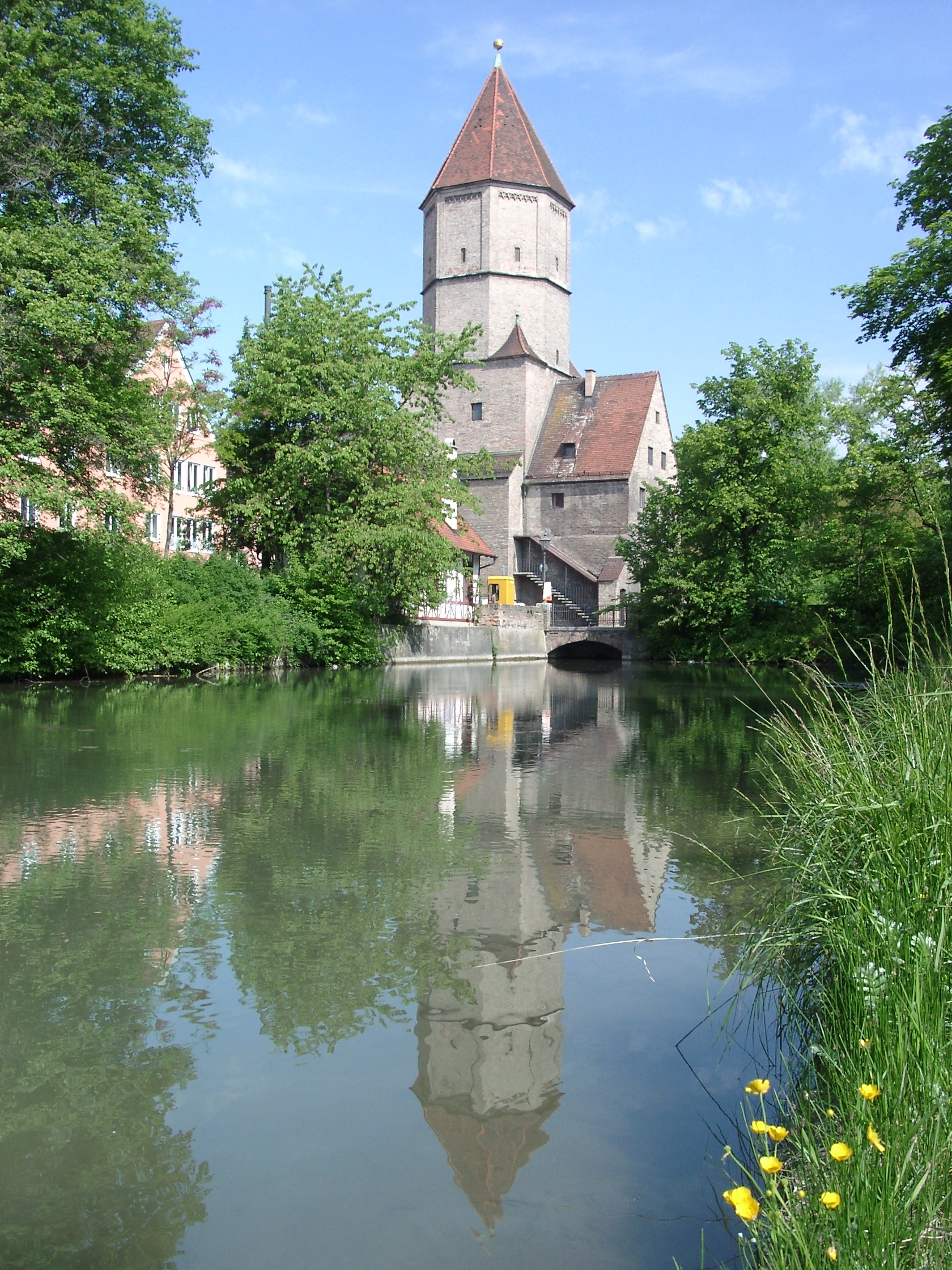
Jakobertor
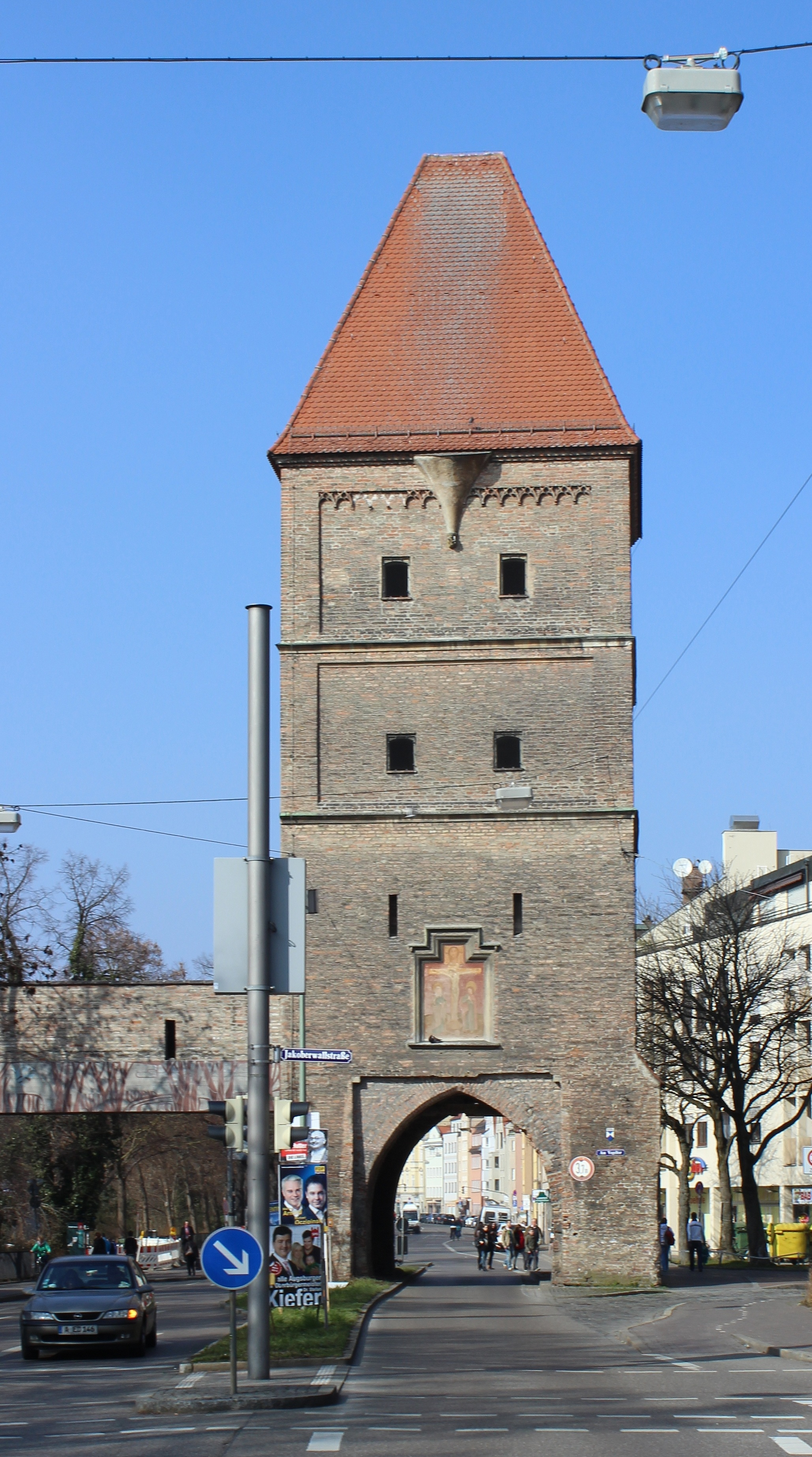
Vogeltor
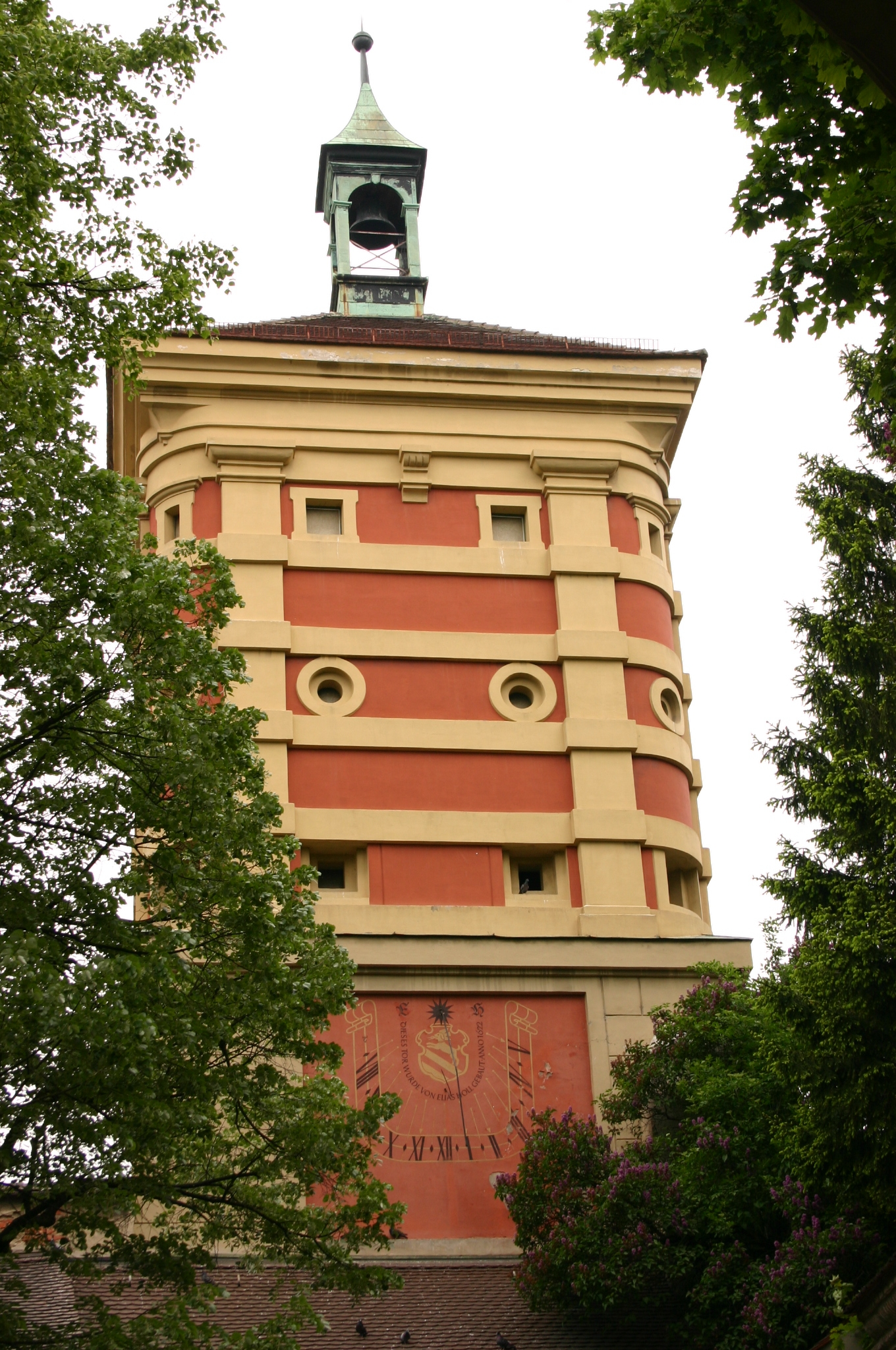
Rotes Tor
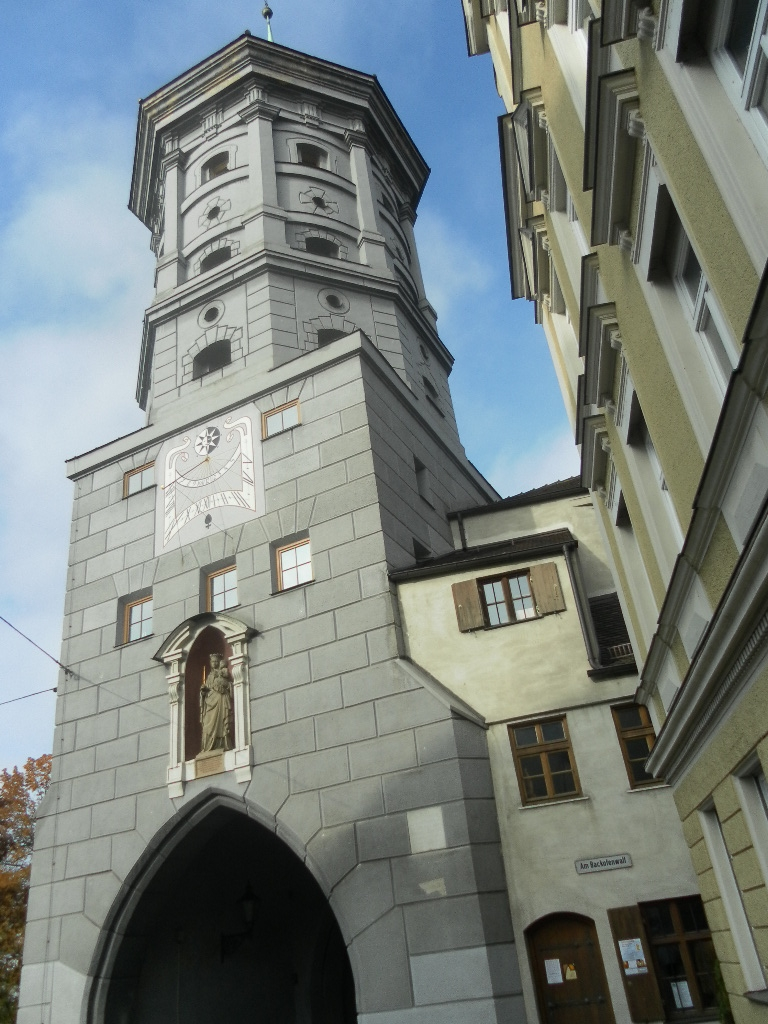
Wertachbrucker Tor

### Baudenkmäler der Industriegeschichte
- Ehem. Schülesche Kattunfabrik (1772)
- Hauptbahnhof nach Plänen von Friedrich Bürklein (1846)
- Ehem. Direktorenvilla der Johannes Haag AG im Textilviertel (1892)
- Ehem. Augsburger Kammgarn-Spinnerei im Textilviertel (1893/1912)
- Fabrikschloss im Textilviertel (1898)
- Ehem. Schlacht- und Viehhof mit Kälbermarkthalle im Textilviertel (1900)
- Glaspalast im Textilviertel (1910)
- Ehem. Ackermann-Nähfadenfabrik im Stadtteil Göggingen (1910)
- Ehem. Direktorenvilla der Fa. Silbermann (1911) mit Silbermannpark
- Wehranlage Hochablass (1912)
- Ehem. Augsburger Gaswerk im Stadtteil Oberhausen (1915)

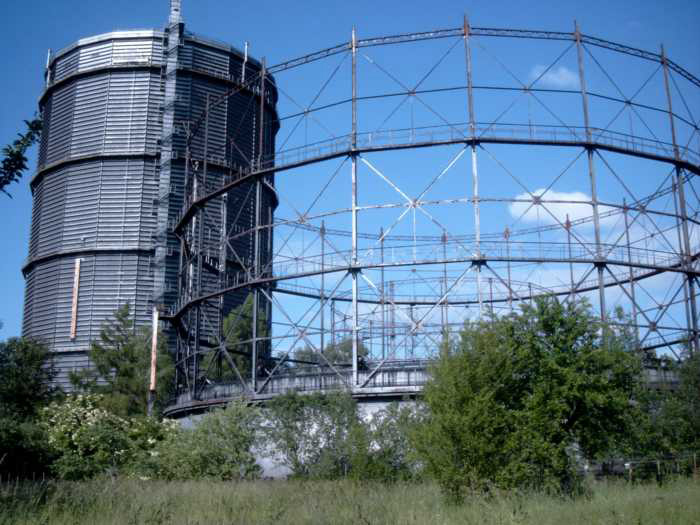
Gaswerk
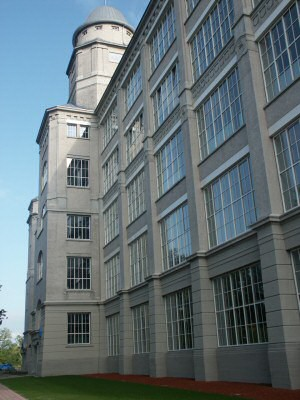
Glaspalast
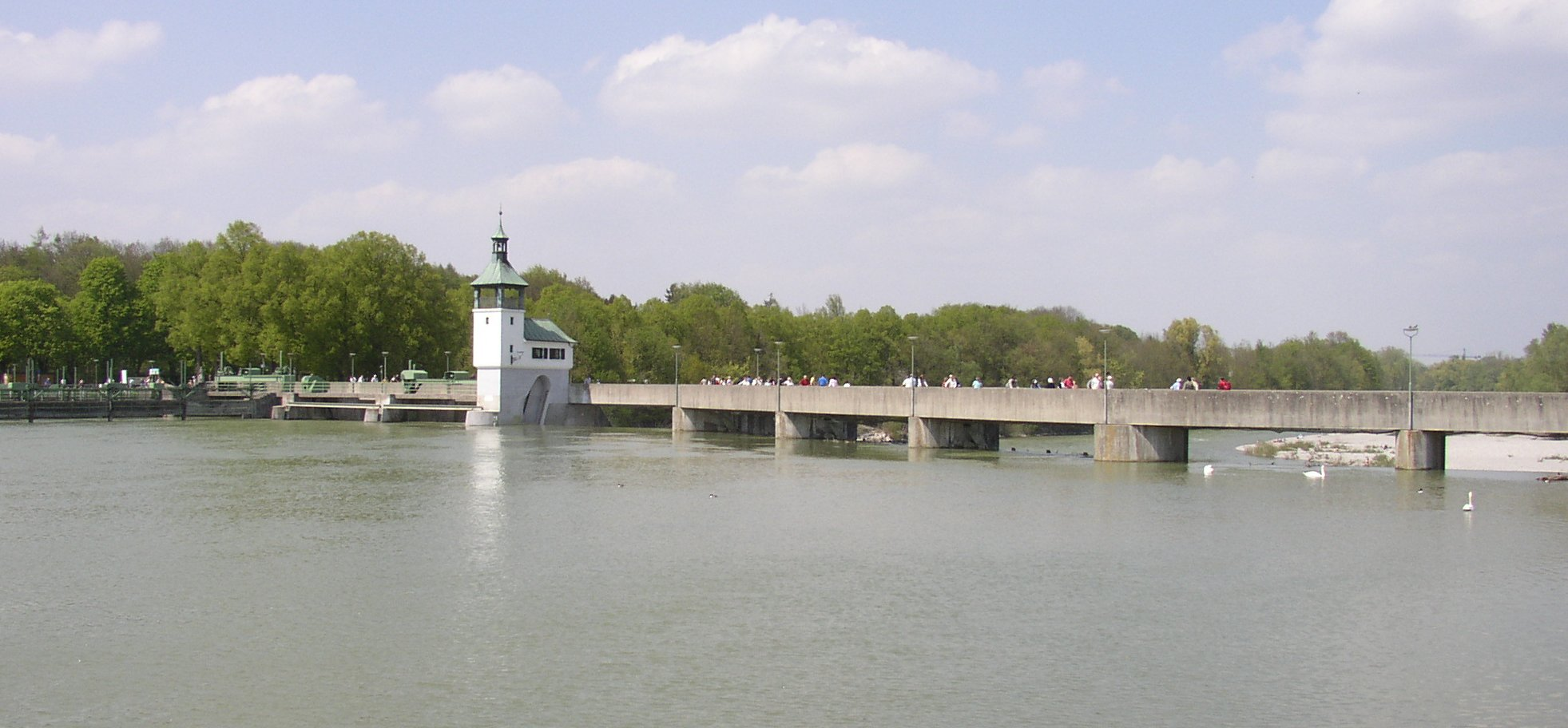
Hochablass
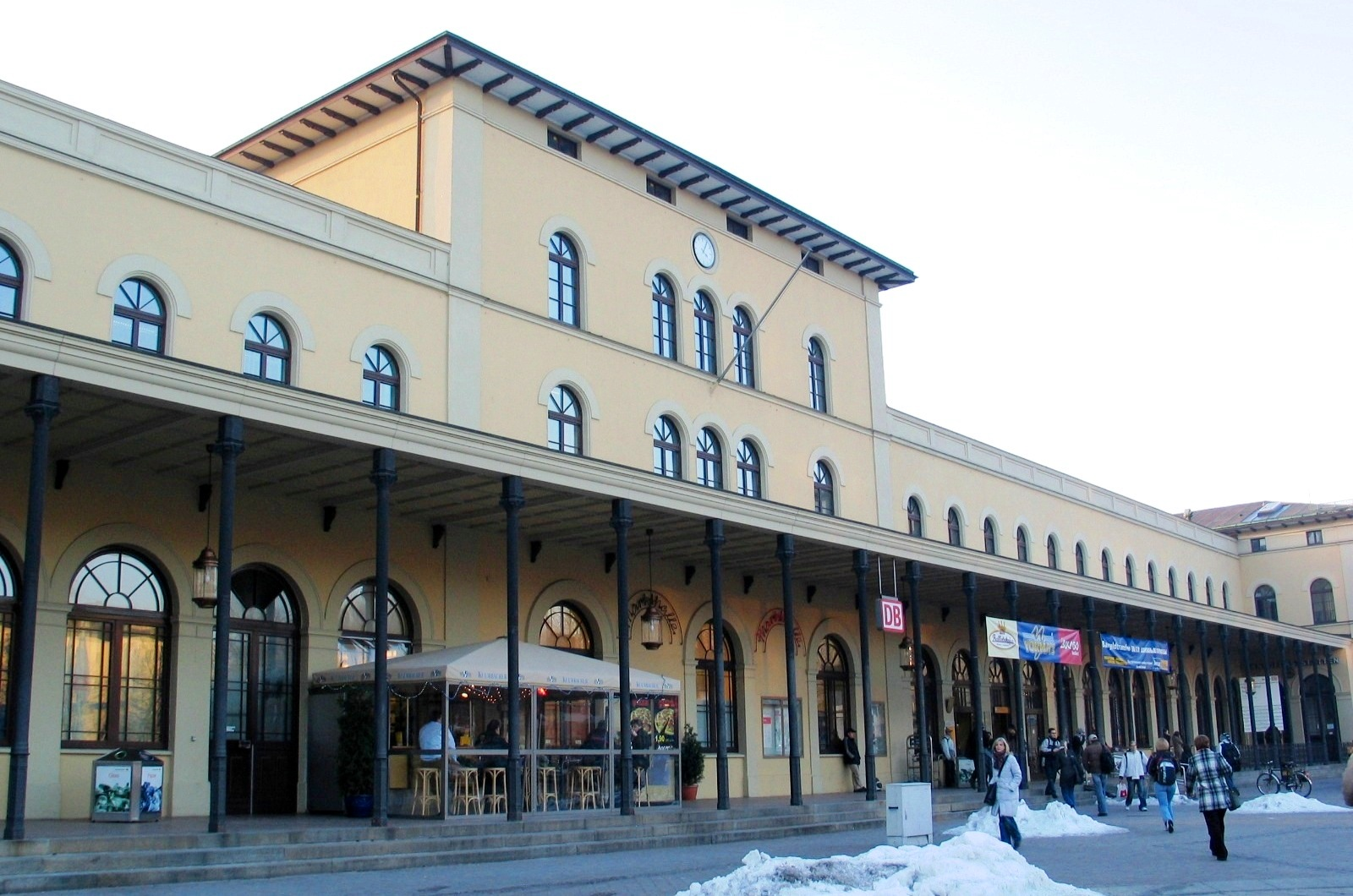
Hauptbahnhof

### Einheits-Baumdenkmale
Die „Einheitslinde“, auch „Wiedervereinigungs-Linde“, in der Hopfenstraße bei Einmündung Roggenstraße in Haunstetten wurde am 3. Oktober 1990 von der CSU-Ortsgruppe gepflanzt.
Das Baumdenkmal für die Deutsche Einheit im Bürgerwald des Stadtteils Bergheim wurde am 17. November 2014 gepflanzt.

## Naturerlebnis Augsburg
- Zoo Augsburg
- Botanischer Garten
- Wittelsbacherpark
- Hofgarten
- Naturschutzgebiet Lech und Lechtalheiden
- Augsburger Stadtwald bzw. Siebentischwald und Siebentischanlagen
- Naturpark Augsburg – Westliche Wälder
- Kuhsee
- Naherholungsgebiet Augsburger Müllberg

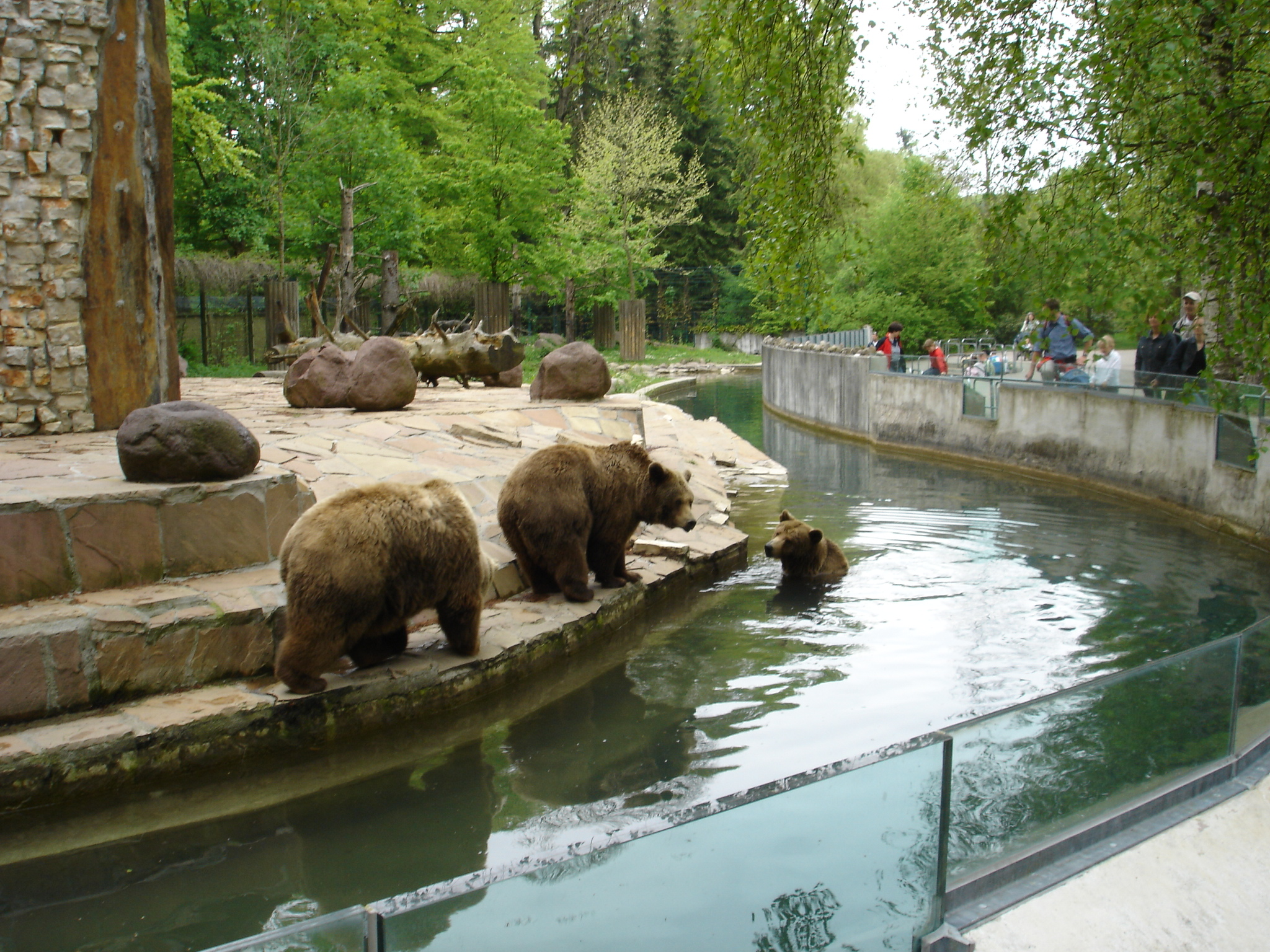
Bärenanlage im Augsburger Zoo
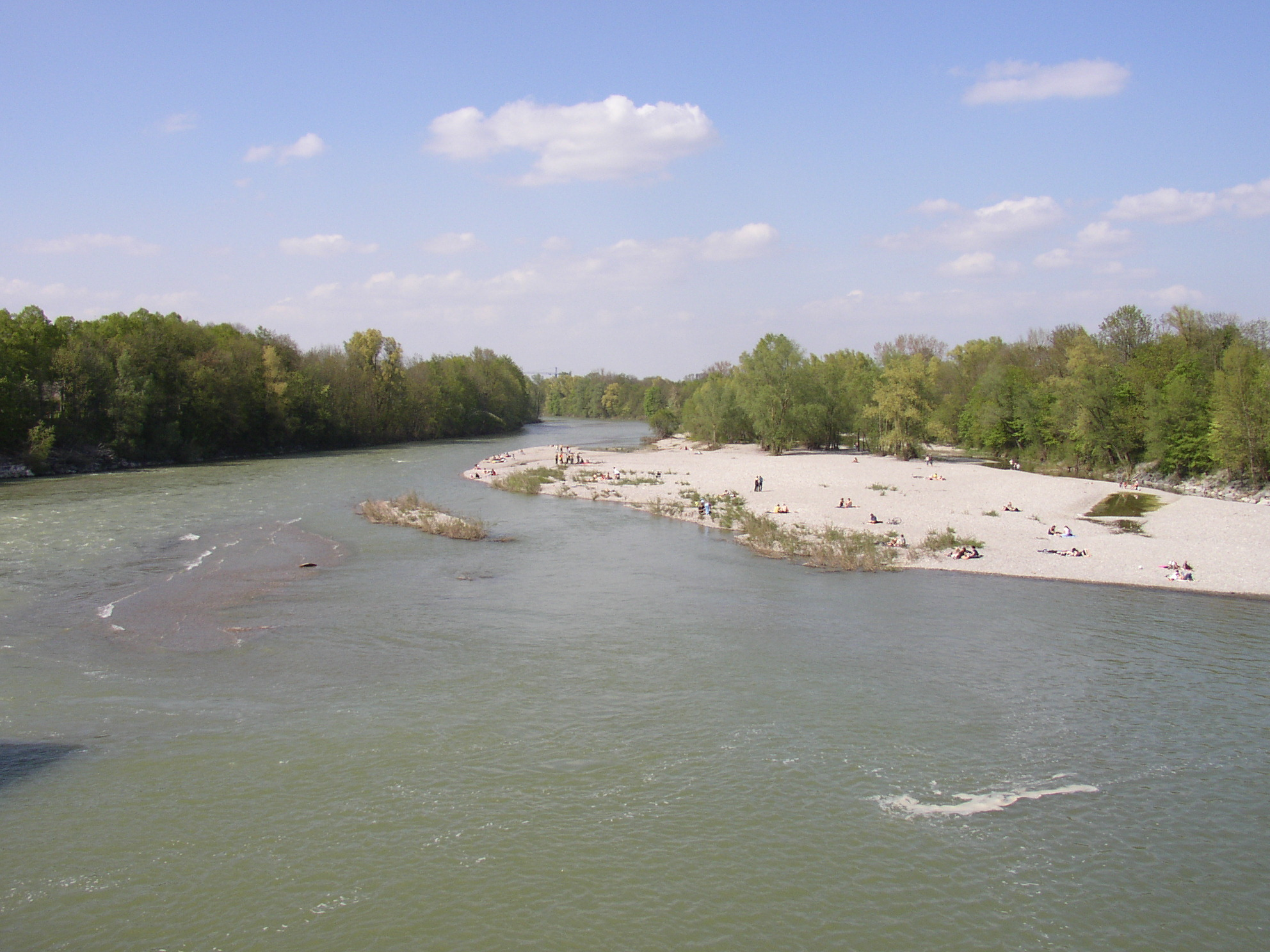
Lech unterhalb des Hochablasses
Botanischer Garten
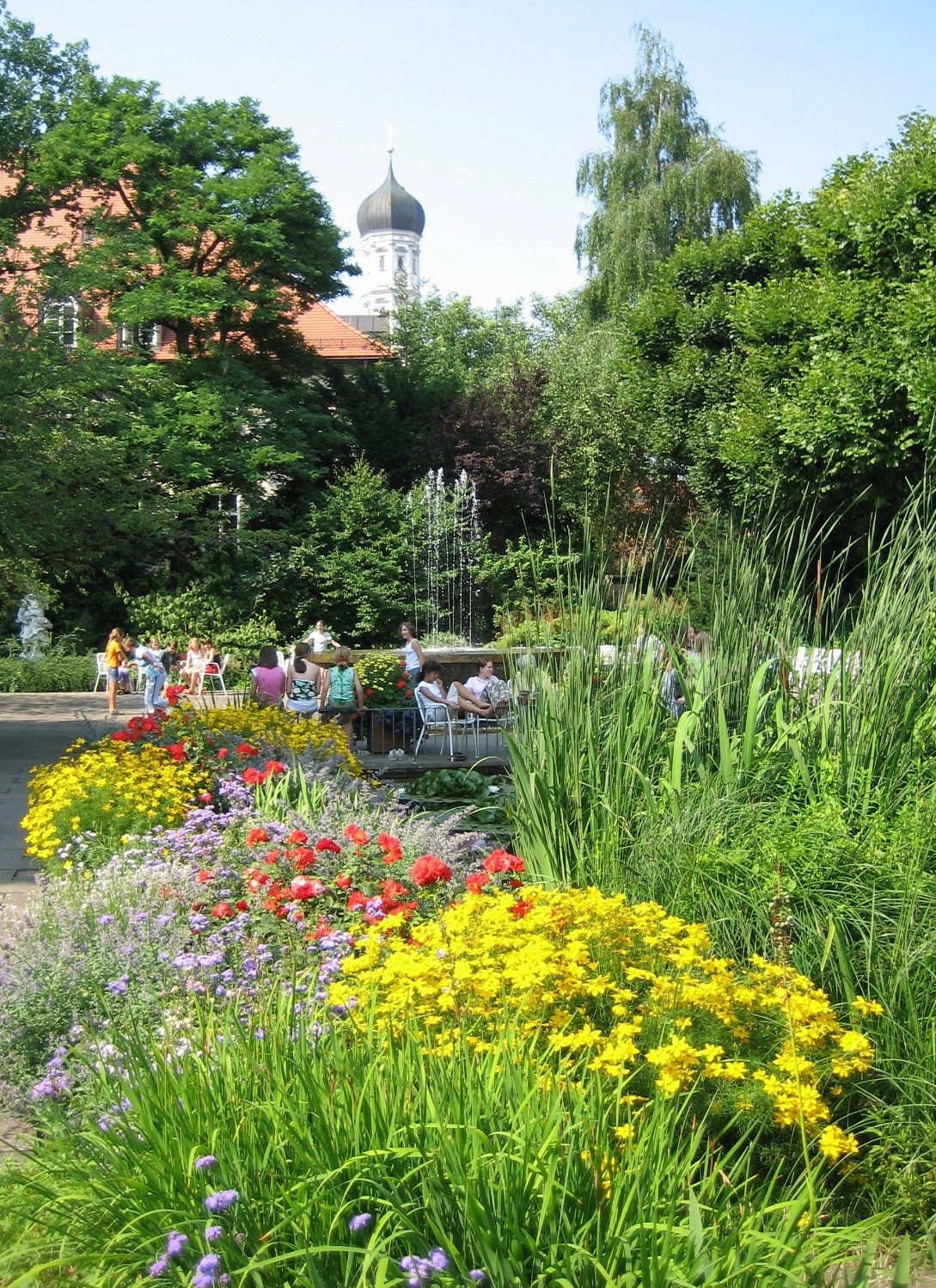
Hofgarten

## Feste, Feiern und regelmäßige Veranstaltungen
- März: Gögginger Frühlingsfest (Volksfest)
- März: Filmtage Augsburg mit Kinderfilmfest, Kurzfilmtagen und Tagen des unabhängigen Films
- März/April: Osterplärrer (Schwabens größtes Volksfest)
- März/April: Frühjahrsdult zwischen Vogel- und Jakobertor
- April/Mai: Internationaler Violinwettbewerb Leopold Mozart (alle 3 bis 4 Jahre)
- Mai: Deutsches Mozartfest (alle 2 Jahre)
- Juni: MAX (Kultur- und Straßenfest in der Augsburger Altstadt)
- Juli: Historisches Bürgerfest (alle 2 Jahre)
- Juli/August: Jakober Kirchweih
- Juli/August: Augsburger Jazzsommer
- 7. August: Fest der Hl. Afra
- 8. August: Augsburger Friedensfest (gesetzlicher Feiertag im Stadtkreis Augsburg)
- August/September: Herbstplärrer
- 29. September: Michaelitag auf dem Rathausplatz mit "Turamichele"
- Oktober: Lechhauser Kirchweih
- Oktober: Herbstdult zwischen Vogel- und Jakobertor
- Dezember: Augsburger Christkindlesmarkt auf dem Rathausplatz

## Kulinarische Spezialitäten
- Augsburger Zwetschgendatschi (ein Blechkuchen aus Hefeteig mit halbierten Zwetschgen, dem Augsburg auch den Spottnamen „Datschiburg“ verdankt)
- Schupfnudeln (auch „Buabaspitzle“), Allgäuer Kässpätzle und andere schwäbische Spezialitäten